# Saison 2010-2011 du LOSC Lille Métropole
Vous lisez un « article de qualité » labellisé en 2012.
Maillots
Chronologie
Saison précédente Saison suivante
La saison 2010-2011 du LOSC Lille Métropole est la cinquante-et-unième saison du club nordiste en première division du championnat de France, la onzième consécutive au sein de l'élite du football français. Cette saison est particulièrement importante dans l'histoire du LOSC, puisque ce dernier réalise le doublé championnat et coupe de France, titres qui lui échappent respectivement depuis 1954 et 1955. Ce doublé, le deuxième de l'histoire des Dogues après celui de la saison 1945-1946 et le seizième de l'histoire du football français, est célébré avec ferveur dans la métropole lilloise.
Rudi Garcia, entraîneur de 46 ans reconnu par ses pairs et la presse spécialisée en fin de saison, est à la tête du staff lillois cette saison-là. Il met en place une tactique portée vers l'offensive et le jeu en mouvement. Il se base sur un socle solide de joueurs présents depuis plusieurs saisons, comme Yohan Cabaye né dans la métropole lilloise, le capitaine Rio Mavuba ou le jeune ailier belge Eden Hazard formé par le club, complété par des recrues dont il a souhaité la signature, comme les attaquants Gervinho, arrivé la saison précédente, et Moussa Sow, recruté lors de la dernière intersaison.
Le titre de champion et la victoire en coupe de France font suite à une quatrième place obtenue en 2010 et une cinquième place en 2009, synonymes de retour des Nordistes dans les compétitions européennes. Pour la saison 2010-2011 de Ligue 1, le club de Lille, considéré comme un outsider, vise une place qualificative pour la Ligue des Champions ou la Ligue Europa tandis que les favoris pour remporter le titre sont l'Olympique de Marseille, champion en titre, et l'Olympique lyonnais, sacré sept fois champion de France dans les années 2000.
Le LOSC conquiert la première place du classement dès la quatorzième journée et ne la lâche qu'à deux reprises ; il gagne alors peu à peu un statut de candidat sérieux au titre, jusqu'à remporter celui-ci lors de l'avant-dernière journée. Parallèlement en coupe de France, le club passe cinq tours avant de s'imposer en finale contre le tenant du titre, le Paris Saint-Germain, au terme d'une finale disputée. Il atteint par ailleurs les seizièmes de finale de la Ligue Europa et les quarts de finale de la coupe de la Ligue, respectivement éliminé par le PSV Eindhoven et le Montpellier HSC.

## Avant-saison

### Coupe du monde en Afrique du Sud

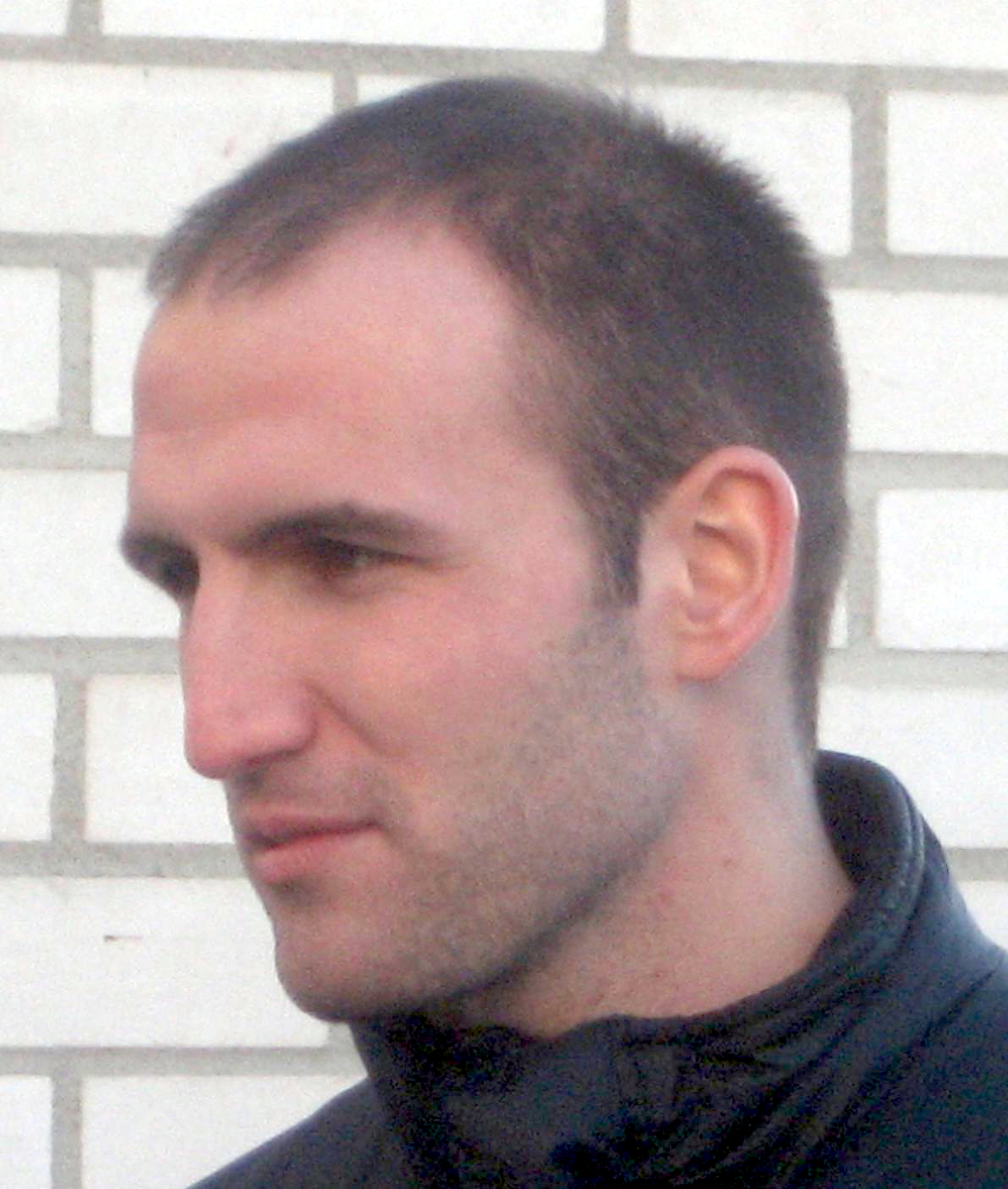
Róbert Vittek fait partie du groupe slovaque lors du Mondial 2010.

La saison 2010-2011 débute après la Coupe du monde de football de 2010, qui a lieu en Afrique du Sud du 11 juin au 11 juillet 2010. L'équipe de France de football, emmenée par le sélectionneur Raymond Domenech, y participe pour la quatrième fois d'affilée depuis l'édition 1998 que les Bleus ont remporté.
Trois Lillois sont pressentis pour faire partie de la liste des 23 joueurs qui feront le voyage pour l'Afrique du Sud : Rio Mavuba, sélectionné six fois entre 2004 et 2007, Mickaël Landreau, gardien remplaçant des Bleus entre 2001 et 2007 et Adil Rami, jamais sélectionné auparavant. Le 11 mai 2010, le sélectionneur divulgue d'abord une première liste de 30 joueurs présélectionnés, où n'apparaît pas Mavuba. La liste définitive des 23 joueurs est publiée le 24 mai ; Rami et Landreau n'y figurent pas. Il n'y aura donc pas de joueur lillois au sein de l'équipe de France dans son périple sud-africain.
En revanche, d'autres joueurs internationaux du LOSC ont l'occasion de participer à cette compétition, parmi lesquels figure l'attaquant ivoirien Gervinho. Titulaire lors des trois matchs de sa sélection, il ne parvient pas à trouver le chemin des filets et ne peut empêcher l'élimination de son pays lors du premier tour. Aurélien Chedjou connaît le même sort avec le Cameroun. Le défenseur central participe à un seul match de son équipe lors de la compétition et les Lions indomptables sont éliminés dès le premier tour, avec zéro point inscrit.
Quant à Ricardo Costa, il se qualifie avec le Portugal pour les huitièmes de finale de la compétition avant d'être éliminé par la sélection espagnole. Sur le banc lors des deux premiers matchs de la Selecção, il devient titulaire contre le Brésil. Il est ensuite expulsé à la 89e minute du match contre l'Espagne. Enfin, le Slovaque Róbert Vittek, prêté par le LOSC au club turc du MKE Ankaragücü depuis janvier 2010, entre dans l'histoire de sa sélection nationale en devenant le premier buteur slovaque en phase finale de Coupe du monde. Il parvient même à emmener la Slovaquie jusqu'aux huitièmes de finale pour la première fois de son histoire, grâce à ses quatre réalisations.
La première édition de la Coupe du monde sur le continent africain se solde par le premier sacre de l'équipe d'Espagne dans la compétition, la Roja l'emportant sur l'équipe des Pays-Bas par un but à zéro après prolongation. Du côté français en revanche, cette compétition restera marquée par un cuisant échec, tant sur le plan sportif (la France est éliminée en finissant dernière du groupe A) que sur le plan moral (« grève de Knysna »).

### Objectif du club
Les quatre saisons qui précèdent l'exercice 2010-2011 ont vu une progression constante de l'équipe nordiste en championnat, en termes de classement, passant de la dixième place en 2007 à la quatrième en 2010, et de points, le LOSC ayant battu son record en Ligue 1 avec ses 70 unités de la saison 2009-2010. Cette progression est récompensée par deux qualifications consécutives en Ligue Europa. La saison précédente, le LOSC atteint les huitièmes de finale de cette compétition, après être sorti deuxième du groupe B et après avoir écarté le Fenerbahçe SK en phase finale (3-2 en score cumulé), où il est éliminé par le Liverpool FC (1-3 en score cumulé aller-retour) .
Le président du LOSC depuis 2002, Michel Seydoux ambitionne d'installer durablement le club nordiste dans le top 5 français,, aidé en cela par la construction du nouveau stade dont l'inauguration est prévue en juillet 2012. Rudi Garcia, l'entraîneur lillois depuis 2008, reprend les mêmes objectifs en écartant cependant la possibilité pour son équipe de ravir le titre de champion de France :

« On a un objectif clair qui est celui d'être européen. Des clubs nous sont supérieurs en termes de budgets, d'effectifs. Mais on ne s'en plaint pas, on fait avec. Un championnat, ce sont 38 journées, sans compter les matchs de Ligue Europa qui vont débuter en août. Ça peut donner 55 matchs sur la saison. C'est pour cela que l'on se dit que si l'on fait aussi bien que la saison dernière, on aura fait une belle saison. »

— Rudi Garcia, le 5 août 2010
Le jeune ailier gauche et international belge Eden Hazard confirme que l'objectif est de décrocher une qualification européenne mais il ose l'hypothèse d'une lutte pour le titre avec les favoris : 

« On va essayer ! On sait que les favoris sont Marseille, Bordeaux et Lyon. On va les laisser se battre et faire notre petit bonhomme de chemin comme on le fait habituellement. Pourquoi ne pas essayer de passer devant ces trois-là ? Mais l'objectif est pour le moment d'être cinquième. On ne va pas s'enflammer. »

— Eden Hazard, le 4 août 2010

### Transferts

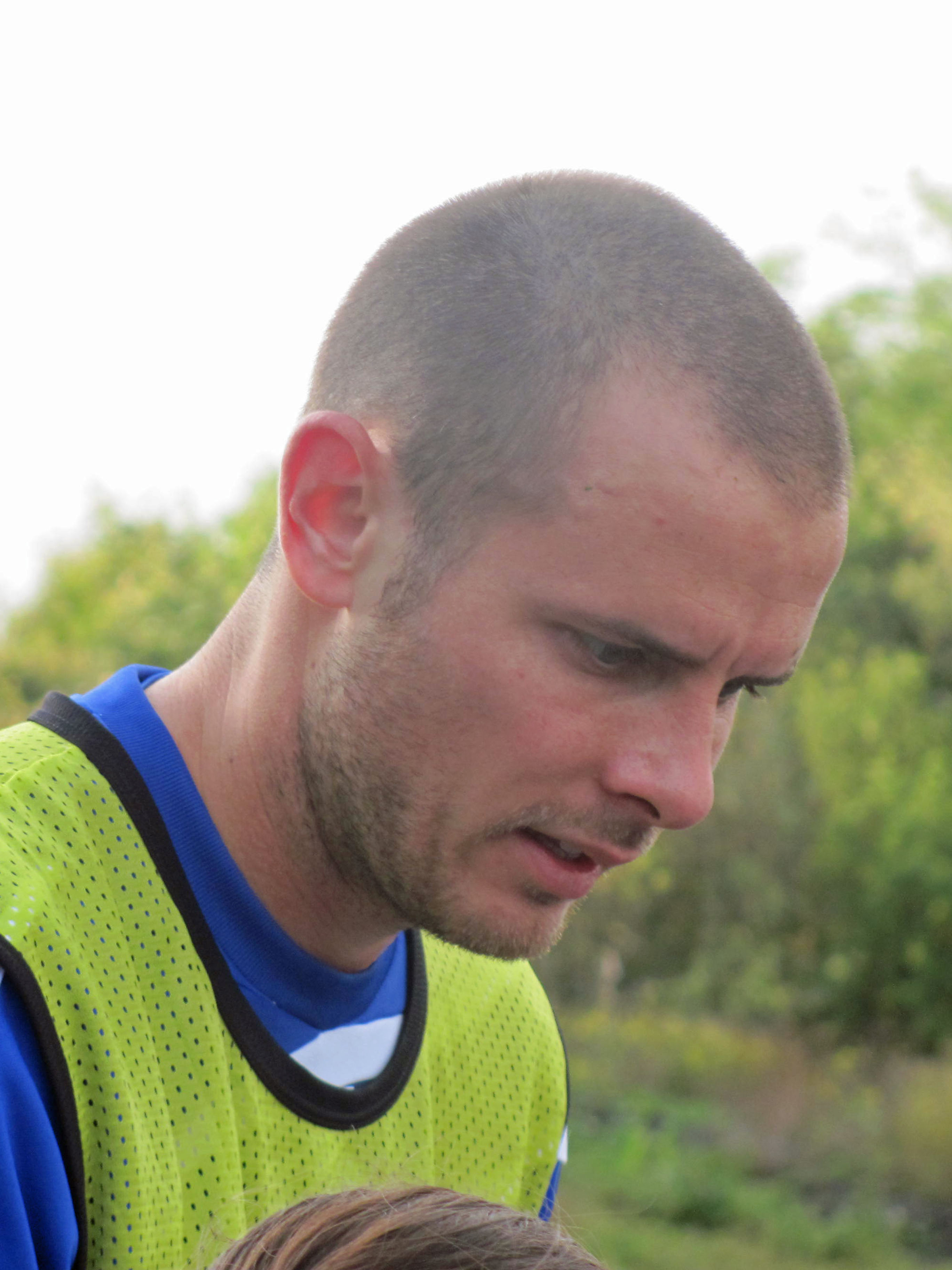
Au LOSC depuis 2003, Nicolas Plestan rejoint les Allemands du Schalke 04.

À l'issue de la saison 2009-2010, plusieurs joueurs expriment leur souhait de partir. Nicolas Plestan, qui a perdu sa place de titulaire en défense centrale, obtient satisfaction et quitte la France pour Schalke 04, formation évoluant en Bundesliga allemande et qualifié pour la Ligue des Champions. Les autres comme Pierre-Alain Frau, qui n'a pas obtenu de prolongation de contrat, Adil Rami, qui a envie de rebondir à l'Olympique de Marseille ou encore Yohan Cabaye, intéressé par les Girondins de Bordeaux ou le Paris Saint-Germain, sont bien présents lors de la reprise des entraînements, le 29 juin. Certains finissent même par prolonger leur contrat au sein de l'effectif lillois comme Aurélien Chedjou jusqu'en 2014, Florent Balmont jusqu'en 2013, ou Ludovic Obraniak prolongé jusqu'en 2012 mais pourtant annoncé au Portugal ou à l'AJ Auxerre,. Le joueur belge Eden Hazard, qui a déjà prolongé son contrat jusqu'en 2014, est convoité par Fenerbahçe. La proposition de 12 millions d'euros venant du club turc est rejetée.
Pour couper court aux rumeurs de départs, le président Michel Seydoux affirme que « les bons de sortie de Rami et Cabaye ont expiré » et que Gervinho, qui a fait part de son envie de partir vers la Premier League et Liverpool, « ne partirait pas à moins qu'une offre exceptionnellissime (sic) ne lui soit présentée ».
En marge de ces rumeurs de départs, certains transferts sont concrétisés par le LOSC. En plus de Nicolas Plestan parti vers l'Allemagne, les attaquants Róbert Vittek et Larsen Touré quittent le Nord, respectivement vers le MKE Ankaragücü (levée de l'option d'achat pour 2 millions d'euros) et le Stade brestois pour 200 000 euros. Prêté le temps d'une saison par le Milan AC, Pierre-Emerick Aubameyang rejoint l'AS Monaco. Le défenseur Ricardo Costa, prêté par le Valence CF lors de la phase retour de la dernière saison, rejoint le club castillan.
Du côté des arrivées, on enregistre celle de Moussa Sow et David Rozehnal. Le LOSC qui cherchait un attaquant de pointe fait signer fin juin Sow, attaquant sénégalais du Stade rennais en fin de contrat et auteur de trois buts lors de la saison 2009-2010 avec le club breton. Rozehnal, défenseur tchèque en manque de temps de jeu à Hambourg, rejoint les Dogues sous forme de prêt. C'est son deuxième passage en France, après celui au Paris Saint-Germain entre 2005 et 2007. Il a participé à 75 rencontres de Ligue 1 et a remporté la Coupe de France 2005-2006 sous le maillot parisien.

### Préparation d'avant-saison
Le LOSC effectue son premier stage de préparation à Saint-Jean-de-Luz. En conclusion de ce stage dans le Pays basque, les Dogues disputent le 10 juillet 2010 à Anglet une rencontre amicale contre les Girondins de Bordeaux qui se solde par une défaite des Nordistes par un but à zéro. Quatre jours plus tard, le LOSC bat 4-1 l'AS Cherbourg, pensionnaire de CFA, en inscrivant quatre buts en première période. Après ce match amical, le groupe lillois se rend en Belgique et décroche le 17 juillet le trophée Boudewijn-Braem après le match nul 3-3 contre le KV Courtrai et une séance de tirs au but. Lors de cette rencontre, les Lillois se retrouvent réduits à neuf à la 72e minute.
Pour le second stage de préparation, le club se rend en Loire-Atlantique, où il obtient le match nul (1-1) contre le SCO d'Angers, formation évoluant en Ligue 2 depuis 2007. Après ce stage, le LOSC termine sa préparation par deux victoires, contre les Qataris d'Al Ahli SC (3-0) et le Stade brestois fraîchement promu en Ligue 1 (1-0).
Au total, l'équipe lilloise marque douze buts, dont quatre par la nouvelle recrue Moussa Sow, qui inscrit pendant cette préparation plus de buts que lors de sa dernière saison avec le Stade rennais (trois buts).

## Compétitions

### Championnat
La saison 2010-2011 de Ligue 1 est la soixante-treizième édition du championnat de France de football et la neuvième sous l'appellation « Ligue 1 ». La division oppose vingt clubs en une série de trente-huit rencontres. Les meilleurs de ce championnat se qualifient pour les coupes d'Europe que sont la Ligue des Champions (le podium) et la Ligue Europa (le quatrième et les vainqueurs des coupes nationales). Le LOSC Lille Métropole participe à cette compétition pour la cinquante-et-unième fois de son histoire et la onzième consécutive depuis la saison 2000-2001.
Les favoris des bookmakers du PMU pour le titre en fin de saison sont l'Olympique de Marseille (OM), tenant du titre, et son dauphin, l'Olympique lyonnais (OL), tandis que les Girondins de Bordeaux, champions de France 2008-2009, et le LOSC sont les principaux outsiders. Interrogé par le quotidien sportif L'Équipe, 365 joueurs, entraîneurs et présidents de Ligue 1 sont consultés sur l'identité du futur champion de France. Seuls 3 % d'entre eux voient un sacre des Lillois en mai 2011, loin derrière les 41,11 % de l'OM ou les 25,81 % de l'OL.
Les relégués de la saison précédente, Le Mans UC 72 désormais connu sous l’appellation Le Mans FC, l'US Boulogne CO et le Grenoble Foot 38, sont remplacés par le Stade Malherbe de Caen, champion de Ligue 2 en 2009-2010, le Stade brestois 29, de retour en première division après dix-neuf ans d'absence, et l'AC Arles-Avignon qui accède pour la première fois à l'élite du football français après quatre promotions en cinq ans.

#### Départ timide - Journées 1 à 4

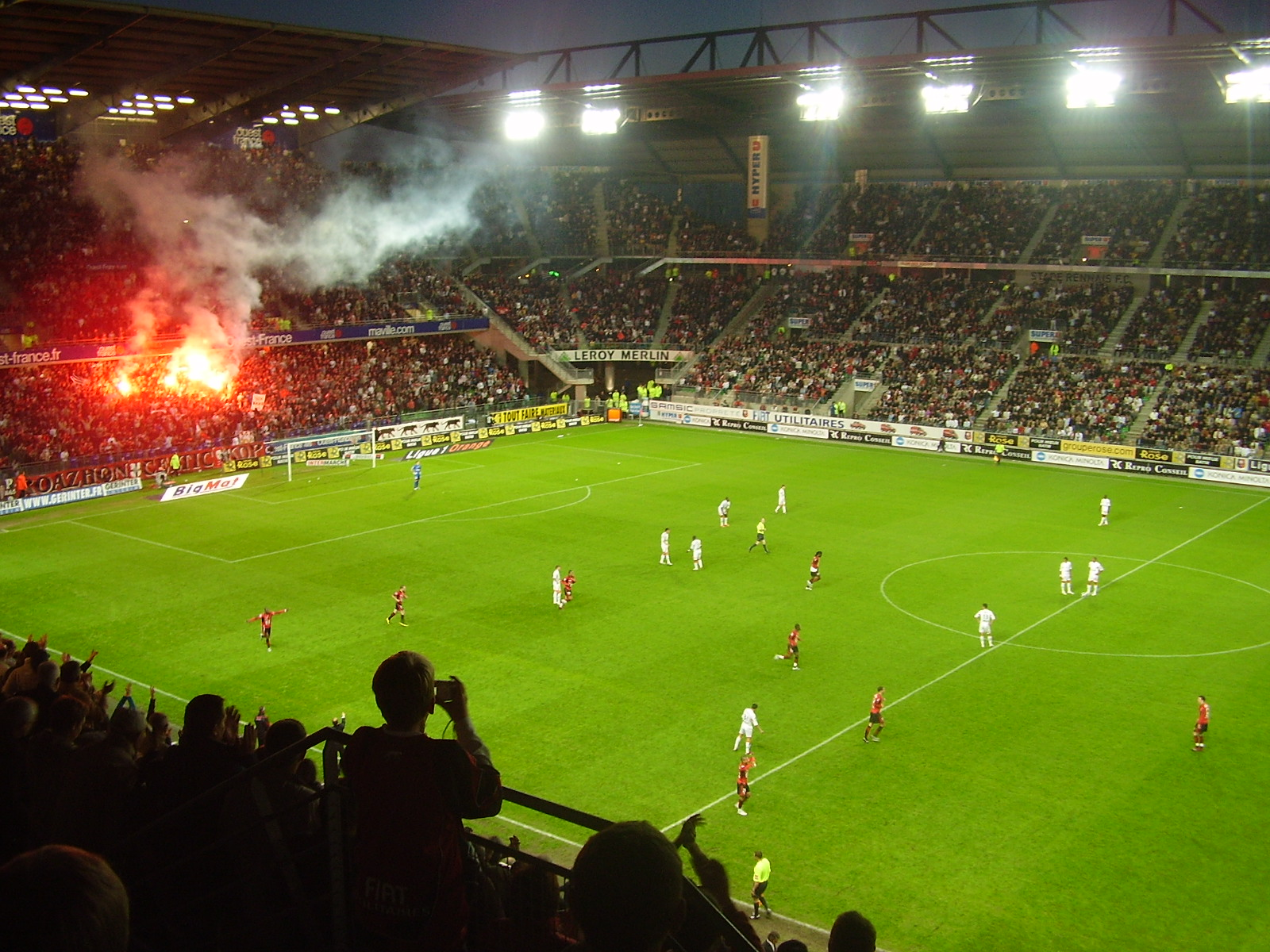
Le premier match officiel de la saison du LOSC Lille Métropole a lieu au stade de la route de Lorient, enceinte du Stade rennais.

Le LOSC débute officiellement sa saison le 7 août 2010 par un déplacement chez le Stade rennais, autre candidat aux places européennes. Après une première période où Rennes concrétise sa domination par l'ouverture du score sur un but d'Ismaël Bangoura, Lille ramène le point du match nul grâce à une bonne réaction lors de la seconde période et un but de Moussa Sow (1-1). Sow, premier buteur de la saison pour le club, marque ainsi contre ses anciens coéquipiers.
La rencontre suivante, la réception au Stadium Lille Métropole du premier leader de la saison le Paris Saint-Germain, se solde sur un score nul et vierge. Pourtant dominés, ce sont les Parisiens qui se sont créés les meilleures occasions face à des joueurs lillois maladroits. La nouvelle recrue Luis Nenê donne des sueurs froides aux supporters lillois, notamment en fin de match.
Au stade Auguste-Bonal, terrain de jeu du FC Sochaux, le LOSC enchaîne son troisième match nul d'affilée. Sous la chaleur (28 degrés) et avec la fatigue de son premier déplacement européen, Lille n'encaisse pas de buts pour la deuxième rencontre de suite (0-0).
Pour le compte de la quatrième journée, le LOSC reçoit l'OGC Nice, lui aussi invaincu depuis trois matchs. Pourtant orphelins de son attaquant Loïc Rémy, parti vers l'Olympique de Marseille, Nice confirme son bon début de saison en ouvrant le score sur penalty. Mais Lille réagit en seconde période par le biais d'Eden Hazard, à la conclusion d'une action menée par Gervinho.
À la fin du mois d'août, le LOSC est à la onzième place du classement, à huit points derrière le Toulouse FC. Le club de la Haute-Garonne réalise le parcours parfait (quatre victoires pour autant de rencontres) grâce notamment à l'attaquant norvégien Daniel Braaten, auteur de trois buts en quatre journées.

#### Premières victoires et défaites - Journées 5 à 10
Pour le premier derby du Nord de la saison, le LOSC se rend chez son rival, le Racing Club de Lens pour tenter d'arracher sa première victoire de la saison en Ligue 1. Les Dogues se rendent sur un terrain favorable puisqu'ils sont invaincus en championnat contre le RC Lens depuis avril 2006. Alors que les Lensois, poussés par le public du stade Félix-Bollaert, ont l'emprise sur le jeu, c'est Lille qui ouvre le score à la 23e minute grâce à Gervinho assisté de Yohan Cabaye. Puis juste avant la mi-temps, l'arbitre décide d'exclure un joueur lensois pour avoir contesté une décision arbitrale. Les Sang et Or ne jouent que cinq minutes à dix puisqu'un second joueur artésien est expulsé pour le même motif. Réduits à neuf, les Lensois trouvent les ressources pour revenir à la marque. Finalement, Lens craque en fin de match et encaisse trois buts en huit minutes. Un doublé de l'ancien Lensois Pierre-Alain Frau aux 79e et 81e minutes permet aux Lillois de prendre un avantage décisif avant que Gervinho aggrave la marque à la 87e minute. Le LOSC remporte sa première victoire de sa saison sur un score confortable de quatre buts à un.
La journée suivante, Lille reçoit l'AJ Auxerre, toujours en quête de sa première victoire en championnat après une défaite et quatre matchs nuls. Dans un match fermé où les Auxerrois sont bien organisés sur le plan défensif face à des Lillois peu inspirés offensivement, Moussa Sow fait plier le club icaunais à la 90e minute (1-0).
Pour le compte de la septième journée, le LOSC se rend chez le Toulouse FC, une des équipes en forme en ce début de saison avec l'AS Saint-Étienne et qui espère décrocher une place européenne. Gervinho ouvre le score grâce à une longue transversale venue de la défense. Dominateurs dans la possession de balle, l'équipe toulousaine revient à la marque en seconde période et obtient le nul (1-1) grâce à ses changements bénéfiques.

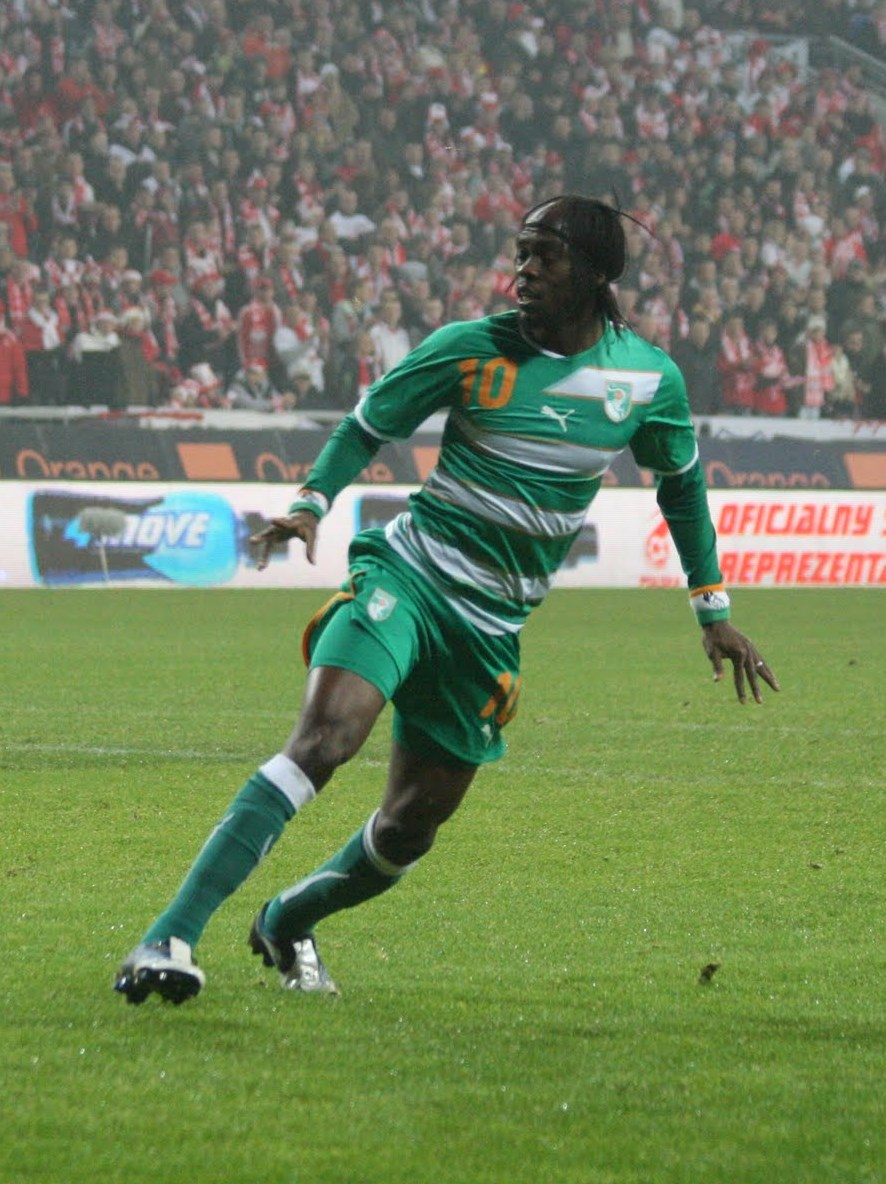
Gervinho, ici sous le maillot de la Côte d'Ivoire, inscrit un doublé contre le Racing Club de Lens.

Contre le Montpellier HSC, le LOSC réalise une prestation correcte à domicile ce qui lui permet d'empocher une troisième victoire. Les Lillois font la différence grâce à une première période pleine avec un doublé de Sow et deux barres transversales. Gervinho inscrit le troisième but lillois en fin de rencontre. Montpellier, qui a su égaliser en début de match sur penalty, a manqué de réussite pour espérer revenir une nouvelle fois au score. Grâce à cette victoire 3-1, Lille est sur le podium pour la première fois de la saison en grimpant à la troisième place, 4 points derrière le leader rennais.
Pour le compte de la neuvième journée, Lille se rend au stade de Gerland, antre de l'Olympique lyonnais (OL). À égalité de points avec le premier relégable, Lyon est en retard sur son tableau de marche et doit gagner pour retrouver une position plus confortable. Le LOSC, qui ne refuse pas le jeu, commet des erreurs défensives qui lui sont fatales. Dès la deuxième minute de jeu, Lisandro López profite d'une erreur d'Emerson pour décocher une frappe de 20 mètres qui trompe Landreau. En fin de première période, Adil Rami rate son intervention ce qui laisse le champ libre à Yoann Gourcuff pour marquer son premier but avec l'OL. Lille revient dans le match à la 52e minute quand Sow marque sur un retourné acrobatique parfaitement réalisé. Mais Florent Balmont vient déséquilibrer l'international suédois Kim Källström dans la surface ce qui amène un penalty, transformé par Lisandro. Les dernières occasions lilloises ont été repoussées par le gardien Hugo Lloris. Le score final est de 3-1 pour Lyon et Lille connaît sa première défaite en championnat.
La journée suivante, Lille affronte un autre prétendant au sacre en recevant le champion en titre l'Olympique de Marseille. Au plus fort de la domination, Lille ouvre logiquement le score à la 26e minute, quand Cabaye reprend la balle de volée battant Steve Mandanda parti à contre-pied. Pendant la première période, les Marseillais subissent les nombreuses attaques des Dogues et peinent à trouver le rythme. Mais l'OM hausse son niveau de jeu en seconde période et fait facilement la différence face à des Lillois usés. Marseille égalise d'abord par Loïc Rémy puis prend l'avantage grâce à Lucho González. Assommés par ce retournement de situation, les Dogues encaissent un troisième et dernier but inscrit par Rémy. Cette deuxième défaite de rang (3-1) renvoie le LOSC à la huitième place, cinq points derrière le leader rennais et quatre derrière son adversaire du soir.

#### Champion d'automne - Journées 11 à 19
Le Valenciennes FC en course pour le maintien reçoit son voisin lillois pour la dernière fois dans le stade Nungesser. La rencontre entre les deux clubs du département du Nord est d'abord fermée et crispée. Seules les dernières minutes sont riches en spectacle avec l'ouverture du score et l'égalisation dans la foulée. À la 86e minute, la frappe de Sow heurte la barre transversale avant de rebondir sur le dos du gardien valenciennois Nicolas Penneteau qui marque contre son camp. Sur un coup franc botté à la 88e minute, Mickaël Landreau est gêné par Adil Rami et relâche le ballon que Grégory Pujol propulse dans la cage lilloise pour l'égalisation,.
Le LOSC renoue avec le succès avec la venue du Stade brestois 29, le promu en tête du championnat grâce à l'invincibilité du gardien Steeve Elana qui n'a pas encaissé le moindre but depuis huit rencontres. Sow ouvre le score logiquement en première période face à des Bretons qui ont beaucoup reculé. Gervinho aggrave le score à la reprise avant que Romain Poyet réduise la marque. Eden Hazard met fin au suspense en inscrivant un troisième but à la 76e minute.
Contre un autre promu, le Stade Malherbe de Caen, le LOSC enchaîne une deuxième victoire de suite grâce à une prestation de haute volée de Moussa Sow. En première période, il inscrit le premier triplé de sa carrière. Entre son deuxième et troisième but, s'intercale le but de Youssef El-Arabi qui en est à son neuvième but en autant de matchs. Après un second but des Normands à la 88e minute, Lille prend le large en inscrivant deux buts dans les arrêts de jeu. Cette victoire 2-5 est la victoire la plus prolifique de la saison du LOSC hors de ses bases.
Le 21 novembre, le LOSC prend pour la première fois de la saison la tête du championnat, grâce à une victoire à domicile contre l'AS Monaco deux buts à un. Le club lillois n'a plus connu cette position de leader depuis août 2006. Après Sow, c'est le Belge Eden Hazard qui réalise une prestation saluée par la presse spécialisée, notée 9/10 par L'Équipe et La Voix des Sports,. En délivrant deux passes décisives à Pierre-Alain Frau et Ludovic Obraniak, il permet aux Dogues de devancer au classement Rennes et Montpellier à la différence de buts.

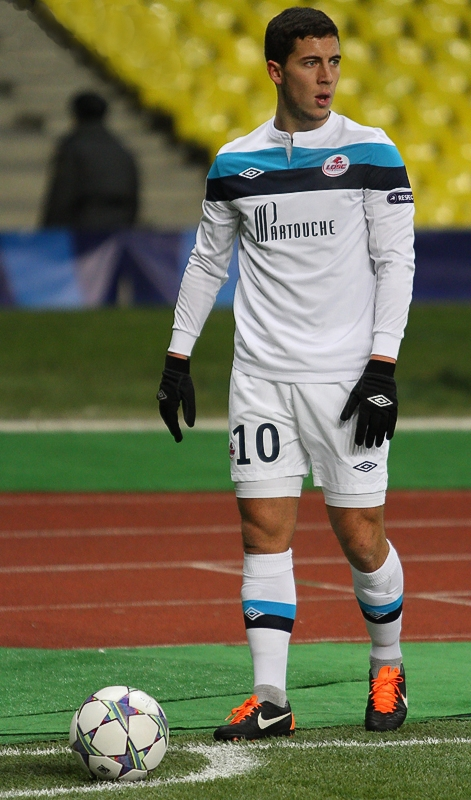
Les deux passes décisives d'Eden Hazard contre l'AS Monaco permettent au LOSC de prendre la tête du championnat pour la première fois de la saison.

La journée suivante, l'Olympique de Marseille dépasse le LOSC, profitant du match nul du club nordiste au stade Chaban-Delmas. Le partage des points (1-1) avec les Girondins de Bordeaux est logique tant les deux formations ont dominé une période. Lille ouvre le score à la 35e minute grâce au dixième but de Sow. Bordeaux réagit en seconde période et parvient à égaliser. Pressé par Michaël Ciani sur un coup franc bordelais, Adil Rami dévie le ballon dans ses propres filets.
La réception du FC Lorient comptant pour la 16e journée du championnat, est marquée par le contentieux qui existe entre les deux clubs depuis la saison précédente. En conférence d'avant-match, Rudi Garcia déclare à propos du match problématique à Lorient qu'il s'est passé « des choses bizarres là-bas » et qu'il n'est « pas sûr que les Lorientais aient la conscience tranquille ». Loïc Féry, président du FCL, répond que « cette rencontre [...] était extrêmement importante ». Initialement programmé le samedi 4 décembre, le coup d'envoi de ce match a été reporté au lendemain par la Ligue de football professionnel, en raison des fortes chutes de neige sur la métropole. Le lendemain donc, Lille et Lorient s'offrent en spectacle dans un match totalement débridé,.
Les Merlus ouvrent le score à la 7e minute par Kevin Gameiro mais les Lillois égalisent puis prennent l'avantage à la 18e minute grâce à Sow et Baca contre son camp. Gameiro inscrit son second but dans les arrêts de la première période, le score à la mi-temps est de 2-2. Sow redonne l'avantage aux Dogues dès la reprise. Kitambala égalise une nouvelle fois pour Lorient mais Lille reprend une troisième fois l'avantage dans la minute qui suit grâce à Gervinho. Sow, qui marque une troisième fois et donc réalise son deuxième triplé de la saison, puis Frau, entré en cours de jeu, donnent plus d'ampleur au score en toute fin de match. Cette victoire lilloise 6-3 est la rencontre de championnat la plus prolifique en buts cette saison et permet au LOSC de récupérer la première place, seul leader avec un point d'avance sur le PSG.
Lille évite le piège contre l'AC Arles-Avignon en s'imposant de justesse contre le promu à la peine en championnat, dernier avec seulement sept points au compteur. Réduits à dix en début de seconde période, les Lions tiennent le coup contre la formation lilloise jusqu'à la 90+3e minute et le premier but de la saison en championnat pour le Brésilien Túlio de Melo.
Une nouvelle rencontre de championnat a été reportée pour causes météorologiques, la venue de l'AS Nancy-Lorraine. Contrairement à la réception de Lorient, le match ne peut se jouer le lendemain et la LFP fixe le report le 19 ou 22 janvier 2011, en fonction des résultats en coupe de France. Pour autant, les Lillois conservent la première place puisque le PSG n'est pas arrivé à bout de Monaco. Paris engrange le point du match nul et revient à hauteur de Lille avec une différence de buts défavorable.
La 19e et dernière journée de la phase aller de Ligue 1 est l'occasion pour le LOSC de devenir à titre honorifique champion d'automne. Lille reçoit le 22 décembre 2010 l'AS Saint-Étienne, qui est à trois points du LOSC et qui reste sur une spirale positive. Les joueurs lillois dominent les débats mais ne trouvent pas la solution sur une pelouse dégradée à cause des dernières intempéries. Sow débloque la situation en marquant en seconde période mais Saint-Étienne recolle immédiatement au score sur penalty. Le score restera de 1-1 et, combiné aux défaites du PSG et du Stade rennais, permet au LOSC de devenir champion d'automne, ce qui n'est plus arrivé au club depuis la saison 1949-1950,.
Extrait du classement de Ligue 1 2010-2011 à la trêve hivernale
| Rang | Équipe                 | Pts | J  | G | N | P | Bp | Bc | Diff |
| ---- | ---------------------- | --- | -- | - | - | - | -- | -- | ---- |
| 1    | LOSC Lille Métropole   | 32  | 18 | 8 | 8 | 2 | 33 | 21 | +12  |
| 2    | Paris Saint-Germain    | 31  | 19 | 8 | 7 | 4 | 30 | 21 | +9   |
| 3    | Stade rennais          | 31  | 19 | 8 | 7 | 4 | 18 | 12 | +6   |
| 4    | Olympique lyonnais     | 31  | 19 | 8 | 7 | 4 | 26 | 21 | +5   |
| 5    | Olympique de Marseille | 29  | 19 | 7 | 8 | 4 | 27 | 17 | +10  |

#### L'invincibilité continue - Journées 20 à 23
La première rencontre de championnat du LOSC en 2011 est le déplacement le 15 janvier chez l'OGC Nice. Les Dogues dominent la rencontre mais les Niçois inscrivent un but injustement refusé par l'arbitre peu après une demi-heure de jeu. Lille concrétise sa domination juste avant la mi-temps ; Gervinho est à la réception d'un centre d'Eden Hazard et marque d'une talonnade. Hazard délivre une seconde passe décisive, cette-fois pour Moussa Sow seulement cinq minutes après la reprise. Nice reprend la possession du ballon en fin de rencontre mais ne parvient pas à tromper la défense lilloise. Les Lillois quittent le stade du Ray en vainqueur méritant (0-2).
Le match en retard de la 18e journée contre l'AS Nancy-Lorraine est l'occasion pour le LOSC de se détacher de ses poursuivants. Lille manque de réussite lors de la première période, à l'instar de Yohan Cabaye qui voit son penalty repoussé par le portier nancéien. La solution vient de Gervinho qui, dans les 15 minutes qui suivent la pause, marque deux buts et délivre une passe décisive pour Hazard. Les Lillois qui ont une mainmise totale sur le jeu font expulser le défenseur André Luiz. Avec cette victoire 3-0, Lille envoie un signal fort à ses concurrents et prend quatre points d'avance sur Paris, Rennes, Lyon et six sur Marseille.

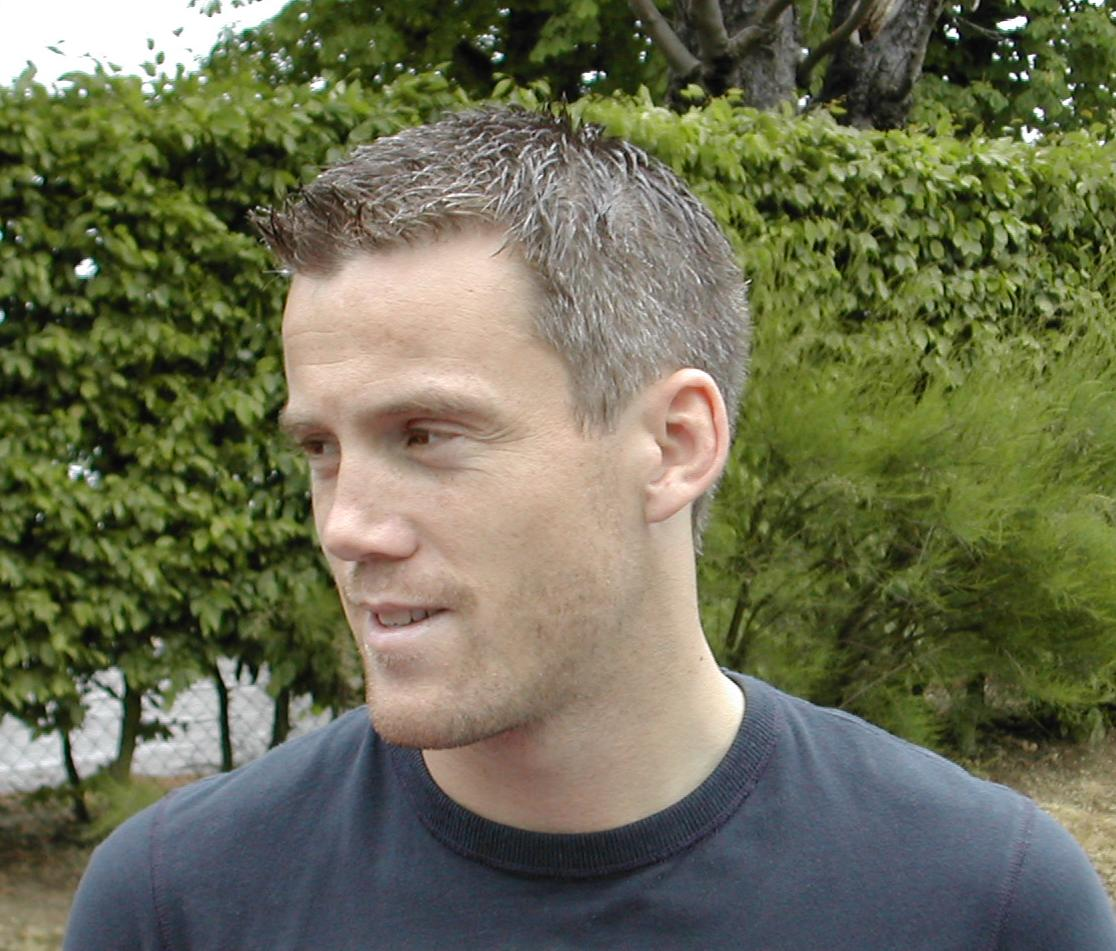
Contre Toulouse, le gardien Mickaël Landreau célèbre son de championnat sans encaisser de buts.

Le LOSC accueille fin janvier son rival lensois pour le compte de la 21e journée. Le derby du Nord est à enjeu pour les deux équipes. Pour Lille, l'objectif est de conserver son avance sur les poursuivants. Pour le Racing Club de Lens (RCL), qui a récemment remplacé l'entraîneur Jean-Guy Wallemme par le tacticien roumain László Bölöni, les trois points de la victoire sont nécessaires pour sortir de la zone rouge. Les Lensois, appliqués défensivement, se créent très peu d'occasions et gardent leur cage inviolée jusqu'à la mi-temps. Dans une rencontre fermée, la solution vient du coaching de Rudi Garcia, qui décide à l'heure de jeu de remplacer Florent Balmont et Sow par Ludovic Obraniak et Túlio de Melo. Dix minutes après leur entrée en jeu, les deux remplaçants permettent à Lille d'ouvrir le score, le premier étant passeur décisif pour le second. Le RCL attaque en fin de rencontre mais ne parvient pas à cadrer ses frappes. Lille bat Lens un but à zéro et conserve ses quatre points d'avance sur Paris.
Le voyage en Bourgogne lors de la journée suivante débute bien pour le LOSC. Dès la neuvième minute, Moussa Sow ouvre le score contre l'AJ Auxerre en reprenant le ballon d'une bicyclette. Les Dogues dominent alors les débats mais sans pouvoir trouver la faille une seconde fois. Ce manque de réalisme coûte cher puisque les Auxerrois égalisent par l'intermédiaire de Dariusz Dudka à la 86e minute sur une erreur de la défense lilloise, trop vite remontée sur un coup franc. Pour autant, ce match nul (1-1) permet à Lille de prendre un cinquième point d'avance sur ses concurrents car le PSG s'est incliné dans le même temps à Rennes.
Le LOSC réalise un match plein à domicile contre le Toulouse FC, qui est aussi le 500e match en première division pour le gardien Mickaël Landreau,. Le portier lillois connaît une soirée tranquille dans laquelle il n'a dû faire aucun arrêt, contrairement au gardien du Téfécé. Après deux tentatives repoussées par Matthieu Valverde, Gervinho ouvre le score sept minutes avant la pause. L'Ivoirien délivre ensuite une passe décisive pour Túlio de Melo à la 90+5e minute, après une seconde période où les Dogues procédaient plus souvent en contre. Cette victoire 2-0 permet à Lille de conserver son avance de cinq points.

#### Perte de la première place - Journées 24 à 32
La spirale positive du club lillois s'arrête au stade de la Mosson. Contre le Montpellier HSC, le LOSC, qui ne parvient à cadrer ses tirs qu'à une seule reprise, est logiquement battu par les locaux, sur un but du Marocain Younès Belhanda inscrit cinq minutes avant la fin du match. Cette défaite 1-0, la première lors de la phase retour du championnat, permet aux concurrents de Lille tels Rennes ou Marseille, vainqueurs de leurs matchs respectifs, de se rapprocher de la première place.
Le LOSC reçoit donc l'Olympique lyonnais, un des favoris du championnat, dans un contexte difficile avec la volonté de produire un résultat positif contre un « gros » du championnat. Moussa Sow ouvre le score moins de dix minutes après le début du match mais le Suédois Kim Källström permet à Lyon de revenir au score dès la 26e minute. En seconde période, les Gones continuent de pousser pour arracher la victoire mais font face à Mickaël Landreau en forme qui détourne les occasions de Jimmy Briand et Yoann Gourcuff. Ce match nul 1-1 permet au LOSC rester leader devant Rennes, mais seulement à la différence de buts.
Le dimanche suivant, Lille affronte un deuxième favori et se rend chez le champion sortant, l'Olympique de Marseille (OM), avec trois points de retard sur Rennes qui s'est imposé entre-temps. Au stade Vélodrome, les Dogues prennent à l'avantage rapidement par le biais d'Eden Hazard, auteur d'une frappe limpide de 34 mètres. Le scénario ressemble à celui du match aller où le LOSC domine les débats en première période avant de baisser de rythme en seconde. Déjà buteur à l'aller, Loïc Rémy égalise logiquement à la 60e minute dans le temps fort de l'OM. Mais alors que le match nul se profile pour les deux équipes, Pierre-Alain Frau, entré à la 85e minute, jaillit devant le défenseur Gabriel Heinze pour tromper Steve Mandanda et inscrire le but de la victoire dans les arrêts de jeu sur un centre d'Emerson,. Cette victoire deux buts à un redonne à Lille la première place, en devançant toujours Rennes à la différence de buts.
Le LOSC enchaîne une deuxième victoire de rang avec le match à domicile contre le VAFC. Cette rencontre est la première des Dogues sur la nouvelle pelouse du Stadium Lille Métropole, changée pour la première fois depuis l'inauguration de l'enceinte en 1976. Pourtant mal à l'aise hors de leur base, les joueurs valenciennois malmènent le LOSC sans trouver l'ouverture. Contre le cours du jeu, Sow ouvre le score cinq minutes avant la mi-temps sur une frappe légèrement déviée. Mais comme au match aller, Grégory Pujol égalise en seconde période, cette fois-ci assisté de Renaud Cohade. Lille domine la fin de match et fait plier Valenciennes dans le temps additionnel sur un but de Hazard, servi par Rio Mavuba à la 90+2e minute. En s'imposant 2-1, le LOSC répond aux victoires de Marseille et Lyon. Rennes, justement battu par Marseille, se retrouve désormais à trois points de Lille.

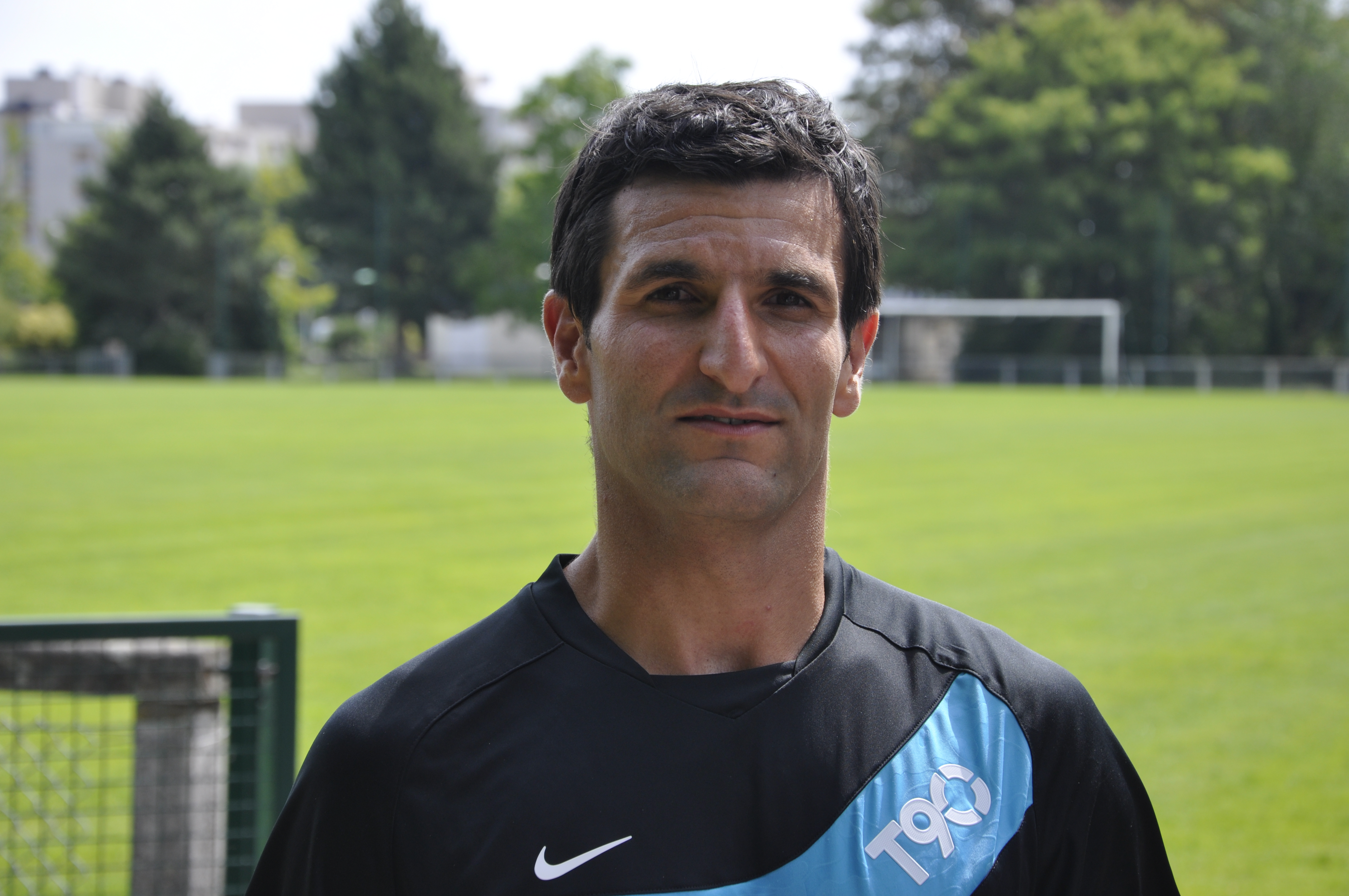
Pierre-Alain Frau entre à la et inscrit dans le temps additionnel le but de la victoire contre l'Olympique de Marseille.

Les Dogues prennent trois points de plus lors du déplacement au Stade brestois 29 qui s'est avéré difficile. Dominateurs en première période, les Bretons marquent en toute logique après 20 minutes de jeu mais se font rejoindre par les Nordistes juste avant la pause. Gervinho permet au LOSC d'égaliser sur sa première occasion et la seule en première période. Gervinho est une nouvelle fois décisif en offrant une passe décisive à Sow peu de temps après la reprise. Brest pousse en fin de match pour arracher le match nul, mais Lille reste solide défensivement et s'impose deux buts à un pour la troisième fois de suite.
Le LOSC retrouve sa solidité en battant la formation du SM Caen à domicile trois buts à un dans une rencontre où les Dogues ont cadré quatorze de leur frappes, un record en Ligue 1 cette saison. Aurélien Chedjou ouvre le score au tiers de la rencontre sur une tête puissante. Eden Hazard récupère dans les pieds une balle dégagée par Jérémy Sorbon et inscrit le deuxième but à l'heure de jeu. Enfin, les buteurs attitrés de chaque équipe débloquent leur compteur personnel ; Moussa Sow puis Youssef El-Arabi marquent respectivement leur 20e et 15e réalisation en championnat.
En déplacement dans la principauté monégasque, des Dogues nerveux sont battus par l'AS Monaco un but à zéro, résultat qui permet à l'ASM de sortir de la zone rouge. Le Sud-Coréen Park Chu-young intercepte une mauvaise passe en retrait de Rami et part tromper Landreau dès la 12e minute. Mais alors que Lille conserve la possession du ballon et se procure des occasions face à une formation très défensive, les joueurs perdent leur calme au fil des minutes. Gervinho est expulsé en fin de première période tandis que la fin de match se déroule de façon houleuse. Adil Rami ajoute après la fin de la rencontre que certains coéquipiers ne sont « pas très réglo », avant de regretter plus tard cet « énervement ». Cette défaite est le dernier revers toutes compétitions confondues que connaît le LOSC durant cette saison.
L'OM profite du faux-pas lillois à domicile contre les Girondins de Bordeaux pour revenir à seulement un point du LOSC, privé de Gervinho à la suite de son carton rouge. Solides défensivement, les Bordelais tiennent le coup et se procurent quelques occasions dangereuses captées par Landreau, notamment celles d'Anthony Modeste et Florian Marange. Lancé par Cabaye, Sow trouve la solution et permet aux Dogues de mener au score. Pour autant, les Girondins ne refusent pas le jeu et parviennent à égaliser grâce au serbe Vujadin Savić. Le LOSC pousse en fin de rencontre mais n'arrive pas à faire une nouvelle fois la différence. Comme au match aller fin novembre, Lille partage les points avec Bordeaux (1-1).
Le LOSC perd la place de leader fin avril au profit de l'OM après un second match nul, cette fois concédé au stade du Moustoir du FC Lorient. En première période, Mickaël Landreau permet à Lille de rester dans la partie grâce à trois parades décisives. Il est aidé de ses poteaux et de Chedjou qui sauve une balle sur la ligne de but. Et contre le cours du jeu, le LOSC ouvre le score à la 42e minute, par l'intermédiaire de Mathieu Debuchy. Lorient égalise logiquement en seconde période, Kevin Gameiro inscrit là son 18e but de la saison et bat son précédent record. La fin de rencontre est animée mais aucune des deux équipes ne sort victorieuse de ce match. Lille se contente du match nul un but partout qui fait les affaires des Phocéens, l'OM prenant la tête du championnat le lendemain à la suite d'une victoire à domicile contre l'OGC Nice.

#### Sans-faute décisif - Journées 33 à 36
Le LOSC renoue avec le succès en championnat lors de la 33e journée en battant largement à la fin du mois d'avril l'AC Arles-Avignon, mathématiquement relégué en Ligue 2 depuis deux journées. Gervinho ouvre rapidement le score et inscrit son second but du match juste avant la mi-temps. Les Lillois marquent trois autres buts en seconde période, un coup franc direct de Yohan Cabaye, le premier penalty transformé en championnat par Mathieu Debuchy et le seul de la saison du défenseur David Rozehnal. Cette victoire 5-0 à domicile, associée au match nul de l'Olympique de Marseille (OM), permet à Lille de reprendre la tête du championnat avec une unité d'avance.

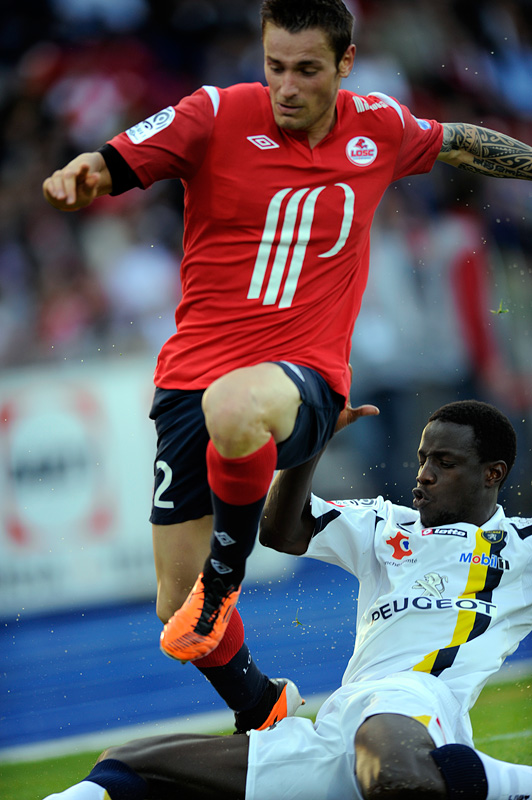
Mathieu Debuchy prend ici le dessus sur un joueur du FC Sochaux lors de la.

La semaine suivante, le 7 mai, les Lillois se rendent au stade Marcel-Picot de l'AS Nancy-Lorraine pour lancer une série de victoires tandis que l'ASNL est dans la zone rouge. Malgré la possession de balle et les occasions à l'avantage des Nordistes, Nancy reste redoutable à domicile et menace les Dogues sur les contres et les coups de pied arrêtés. Le seul but du match est marqué au bout du temps additionnel de la première période par Eden Hazard sur coup franc direct et son seul tir de la rencontre. Toujours aussi dangereux en seconde période, les Lorrains ne parviennent pas à égaliser. Cette deuxième victoire de rang (1-0) permet au LOSC de prendre quatre points d'avance sur Marseille, qui s'incline à Lyon dans le Choc des Olympiques.
Après cette défaite de l'OM, le club nordiste a l'occasion de prendre provisoirement sept points d'avance, avant la rencontre entre Marseille et Brest prévue le lendemain. En plus de garder son avance sur le champion en titre, Lille préparerait efficacement sa finale de coupe de France en gagnant à Saint-Étienne. Ce déplacement s'annonce difficile puisque le LOSC ne s'est imposé qu'à trois reprises à Geoffroy-Guichard depuis sa création en 1944, pour 44 rencontres. Les craintes se confirment avec l'ouverture du score de l'international espoir Emmanuel Rivière dès la cinquième minute de jeu. Mais Lille revient rapidement par un but de Túlio de Melo au quart d'heure de jeu. Rio Mavuba donne l'avantage aux siens à la 67e minute ; il inscrit là son deuxième but avec les Dogues et le quatrième de sa carrière. Le LOSC s'impose finalement 2-1 et prend sept points d'avance sur Marseille. Cette victoire est par ailleurs synonyme de qualification des Dogues pour la Ligue des Champions 2011-2012, qualification ratée de justesse la saison passée. Marseille, qui bat Brest le lendemain, revient à quatre points.
La rencontre contre le FC Sochaux, initialement prévue le week-end du 14 et 15 mai, a été reportée au mercredi 18 mai à cause de la finale de coupe de France contre le Paris SG. Pendant cette fin de semaine, l'OM ne parvient pas à s'imposer à Lorient et ne refait que légèrement son retard sur le LOSC. Ainsi Lille a donc l'occasion de repousser les Phocéens à six points. Bien placés pour se qualifier en Ligue Europa, les Sochaliens tentent ouvertement leur chance au Stadium Nord face à des Lillois qui touchent les montants à deux reprises. C'est Gervinho qui inscrit le seul but du match à la 50e minute, servi par Moussa Sow. Cette courte victoire à domicile (1-0) est précieuse puisqu'elle place idéalement les Lillois à deux journées du terme, possédant six unités d'avance et une différence de buts favorable, +31 pour le LOSC et +23 pour l'OM.

#### Vers le doublé - Journées 37 et 38
Un match nul sur les deux dernières journées suffit pour ravir le titre de champion de France, quels que soient les résultats de l'Olympique de Marseille qui doit obligatoirement remporter ses deux derniers matchs pour espérer conserver sa couronne. Pour le compte de la 37e journée, Lille se rend au Parc des Princes avec la volonté de « finir le travail » comme le précise Rudi Garcia. En face, le Paris Saint-Germain est toujours en course avec l'Olympique lyonnais pour une qualification en Ligue des Champions et ne doit plus perdre de points pour espérer arracher ce ticket européen. Les deux formations se retrouvent à peine une semaine après la finale de coupe de France, que Lille a remporté.
Dès la cinquième minute, Ludovic Obraniak ouvre le score pour Lille. Les Parisiens réagissent immédiatement mais ne reviennent au score fort logiquement qu'au bout du temps additionnel de la première période. Réduits à dix dès l'entame de la seconde période, Paris encaisse un deuxième but, cette fois inscrit à l'heure de jeu par Sow. Mais le PSG revient une nouvelle fois dans la partie par l'ancien joueur du LOSC Mathieu Bodmer, qui place un tir puissant qui frappe la barre transversale avant de rentrer. Revigorés par ce but marqué à la 72e minute, les Parisiens pourtant privés de leur buteur Guillaume Hoarau continuent à mettre la pression sur les Dogues. Finalement, le score restera à deux buts partout et Lille arrache le point qui lui suffit pour assurer mathématiquement le titre. Le LOSC aurait même pu devenir champion en perdant puisque dans le même temps Marseille n'a pas réussi à s'imposer au stade Vélodrome (2-2 contre Valenciennes).

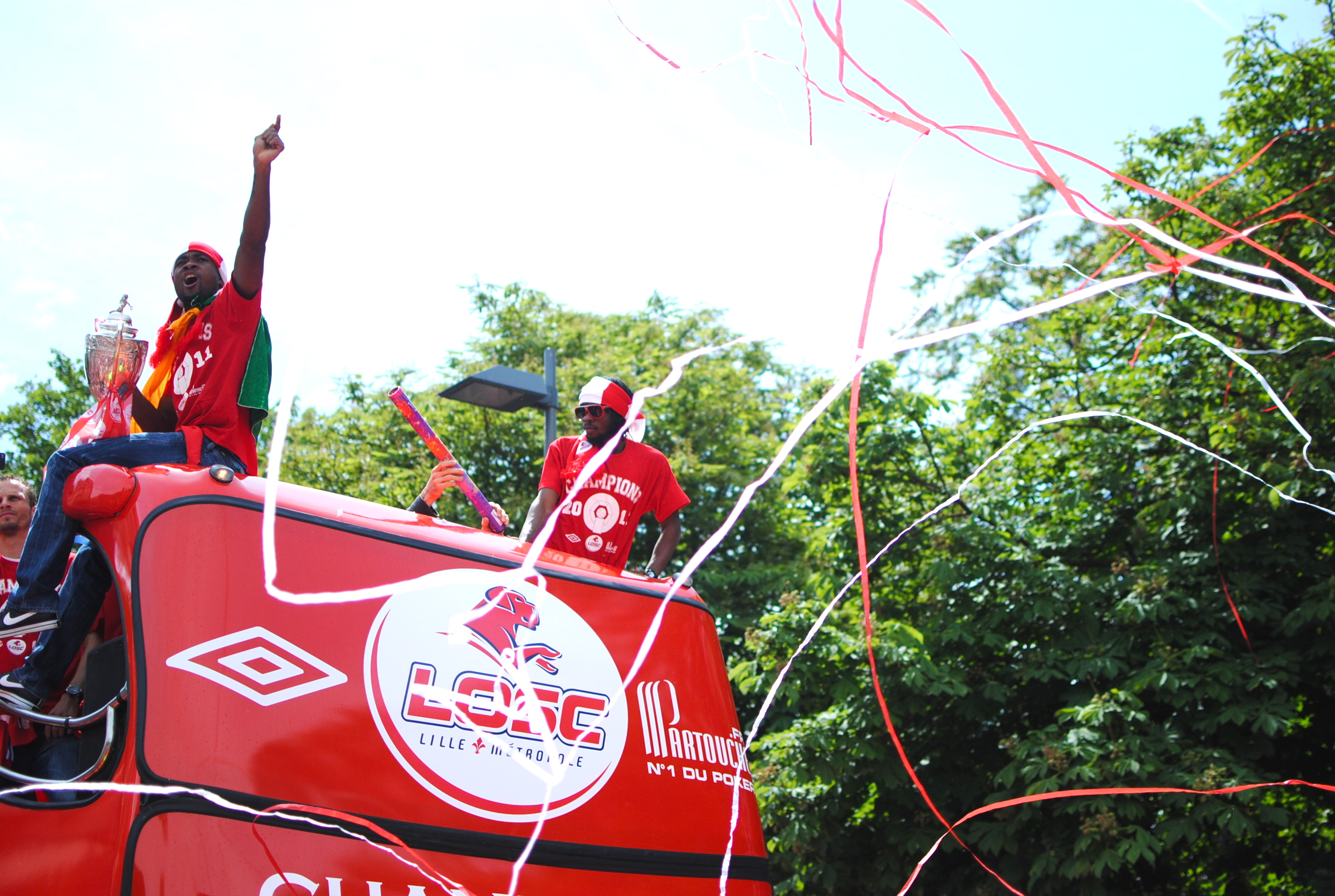
Le 22 mai 2011, lendemain du sacre en Ligue 1, les joueurs ont défilé dans les rues de Lille avec la coupe de France.

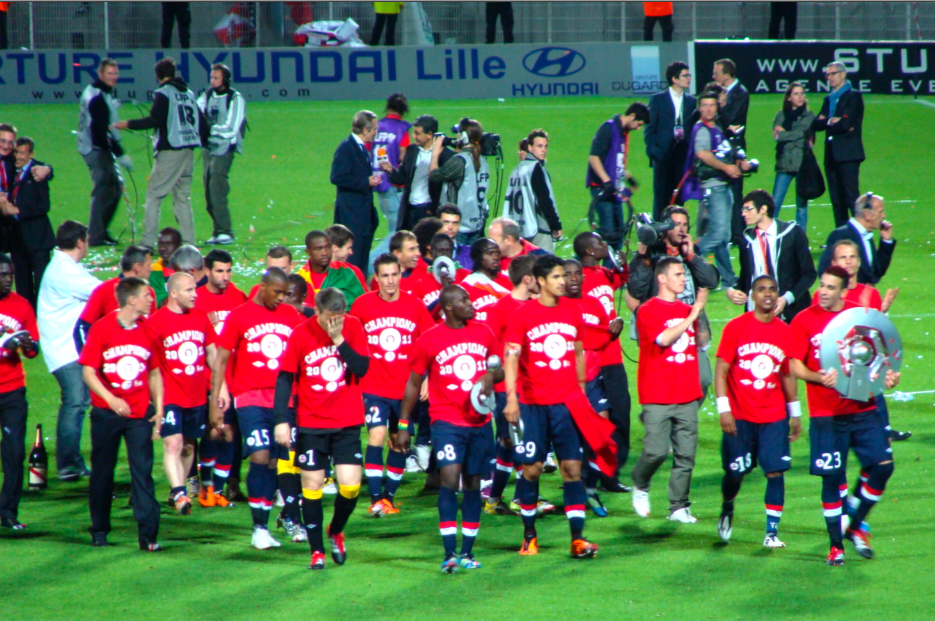
Le 29 mai 2011, les joueurs reçoivent au Stadium Lille Métropole le Hexagoal.

À la fin de la rencontre à Paris sifflée par l'arbitre Lionel Jaffredo, les supporters fêtent le second titre de la saison dans les rues principales de Lille, à peine une semaine après la victoire en finale de coupe de France. Plusieurs dizaines de milliers de personnes envahissent la Grand'Place pour célébrer le doublé historique pour le club lillois. La presse nationale comme régionale salue de façon unanime les performances des Nordistes :
« Indiscutable », L'Équipe
« Lille de France », France Football
« Ils l'ont fait ! », La Voix du Nord
« Champions ! », Nord Éclair
« Lille, un beau champion », Aujourd'hui en France
« Lille fantastique », Onze Mondial
Le lendemain, le dimanche 22 mai, les joueurs et le staff lillois sont acclamés par quelque 20 000 supporters et paradent triomphalement sur le boulevard de la Liberté et le champ de Mars à bord d'un bus à impériale rouge,,, avec la coupe de France mais sans le Hexagoal, trophée créé en 2007 par la LFP pour récompenser les vainqueurs du championnat.
Le Hexagoal sera remis le 29 mai, après le dernier match de la saison qui est la réception du Stade rennais. Assuré de sa qualification pour la Ligue Europa 2011-2012, Rennes ne connaît pas son tour d'entrée dans la compétition européenne, à la lutte avec Sochaux pour une place en barrages ou pour le troisième tour de qualification.
La rencontre débute mal pour les joueurs lillois puisque c'est Aurélien Chedjou qui ouvre le score contre son camp. Ce but encaissé à la 26e minute entraîne la réaction du tout nouveau champion. Moussa Sow égalise dix minutes plus tard sur son premier et unique penalty de la saison. Dans une seconde période totalement débridée, Sow marque ses 24e et 25e buts en championnat, lancé par Hazard et Gervinho. Víctor Hugo Montaño réduit l'écart pour Rennes dix minutes avant la fin de la rencontre mais les Bretons ne parviendront pas à égaliser. Le LOSC termine donc son championnat sur une dernière victoire (3-2) au Stadium Lille Métropole et reçoit son trophée de la part de Frédéric Thiriez, président de la LFP, qui voit ce sacre « mérité mais également prometteur » comme « la récompense du beau jeu ».

En remportant en une semaine le championnat et la coupe de France, le LOSC signe le seizième doublé championnat-coupe de France de l'histoire du football français, dont le premier était réalisé par le FC Sète en 1934 et le quinzième par l'Olympique lyonnais en 2008,. Lille réalise le deuxième doublé de son histoire, 65 ans après le premier. En finale de coupe de France 1946, les Dogues disposent du Red Star quatre buts à deux. Une semaine plus tard, ils remportent le championnat 1945-1946 en terminant un point devant l'AS Saint-Étienne. Proche rival de Lille, le Club olympique Roubaix-Tourcoing, complète le podium à quatre points du LOSC. L'international français René Bihel, buteur en finale contre le Red Star, termine meilleur buteur du championnat avec 28 buts.

#### Classement final et statistiques
Le LOSC Lille Métropole termine le championnat à la première place avec 21 victoires, 13 matchs nuls et 4 défaites. Le club lillois est le seul à avoir connu autant de succès et le seul à avoir subi si peu de revers lors du championnat. Une victoire rapportant trois points et un match nul un point, le LOSC totalise 76 points soit huit de plus que son dauphin, l'Olympique de Marseille (OM) et soit six de plus que son précédent record de points engrangés en Ligue 1. Les Lillois possèdent la meilleure attaque du championnat avec 68 buts marqués, la deuxième meilleure défense ex-æquo avec le Toulouse FC en encaissant que 36 buts, et la meilleure différence de buts. Le LOSC est la meilleure formation aussi bien à domicile (44 points) qu'à l'extérieur (32 points). Sur les 38 journées du championnat, le LOSC apparaît 23 fois à la place de leader. Les Dogues figurent également à la deuxième place du classement du fair-play établi par la Ligue de football professionnel, avec 54 cartons jaunes et un seul carton rouge.
Le LOSC est qualifié pour la phase de groupes de la Ligue des Champions 2011-2012 ainsi que l'OM, deuxième. L'Olympique lyonnais, troisième, participe aux barrages de la compétition pour tenter d'accéder à la phase de groupes. Le Paris SG et le FC Sochaux, respectivement quatrième et cinquième, obtiennent leur qualification pour les barrages de la Ligue Europa 2011-2012. Le Stade rennais, sixième, se qualifie pour le troisième tour préliminaire de cette Ligue Europa. Les cinquième et sixième places qualificatives s'expliquent par les victoires du LOSC et de l'OM dans les coupes nationales, respectivement coupe de France et coupe de la Ligue. Les trois clubs relégués en Ligue 2 2011-2012 sont l'AS Monaco, présent dans l'élite depuis 1977, le RC Lens, qui en est à sa deuxième relégation en trois ans, et le promu Arles-Avignon, un des plus mauvais relégués de première division en termes de points.
Extrait du classement de Ligue 1 2010-2011
| Rang | Équipe                 | Pts | J  | G  | N  | P  | Bp | Bc | Diff |
| --- | ---------------------- | --- | -- | -- | -- | -- | -- | -- | ---- |
| 1 | LOSC Lille Métropole   | 76  | 38 | 21 | 13 | 4  | 68 | 36 | +32  |
| 2 | Olympique de Marseille | 68  | 38 | 18 | 14 | 6  | 62 | 39 | +23  |
| 3 | Olympique lyonnais     | 64  | 38 | 17 | 13 | 8  | 61 | 40 | +21  |
| 4 | Paris Saint-Germain    | 60  | 38 | 15 | 15 | 8  | 56 | 41 | +15  |
| 5 | FC Sochaux-Montbéliard | 58  | 38 | 17 | 7  | 14 | 60 | 43 | +17  |
| 6 | Stade rennais          | 56  | 38 | 15 | 11 | 12 | 38 | 35 | +3   |
| 7 | Girondins de Bordeaux  | 51  | 38 | 12 | 15 | 11 | 43 | 42 | +1   |
| - Phase de groupes de la Ligue des Champions 2011-2012 - Barrages de la Ligue des Champions 2011-2012 - Barrages de la Ligue Europa 2011-2012 - Troisième tour préliminaire de la Ligue Europa 2011-2012 |                        |     |    |    |    |    |    |    |      |

### Coupe de France

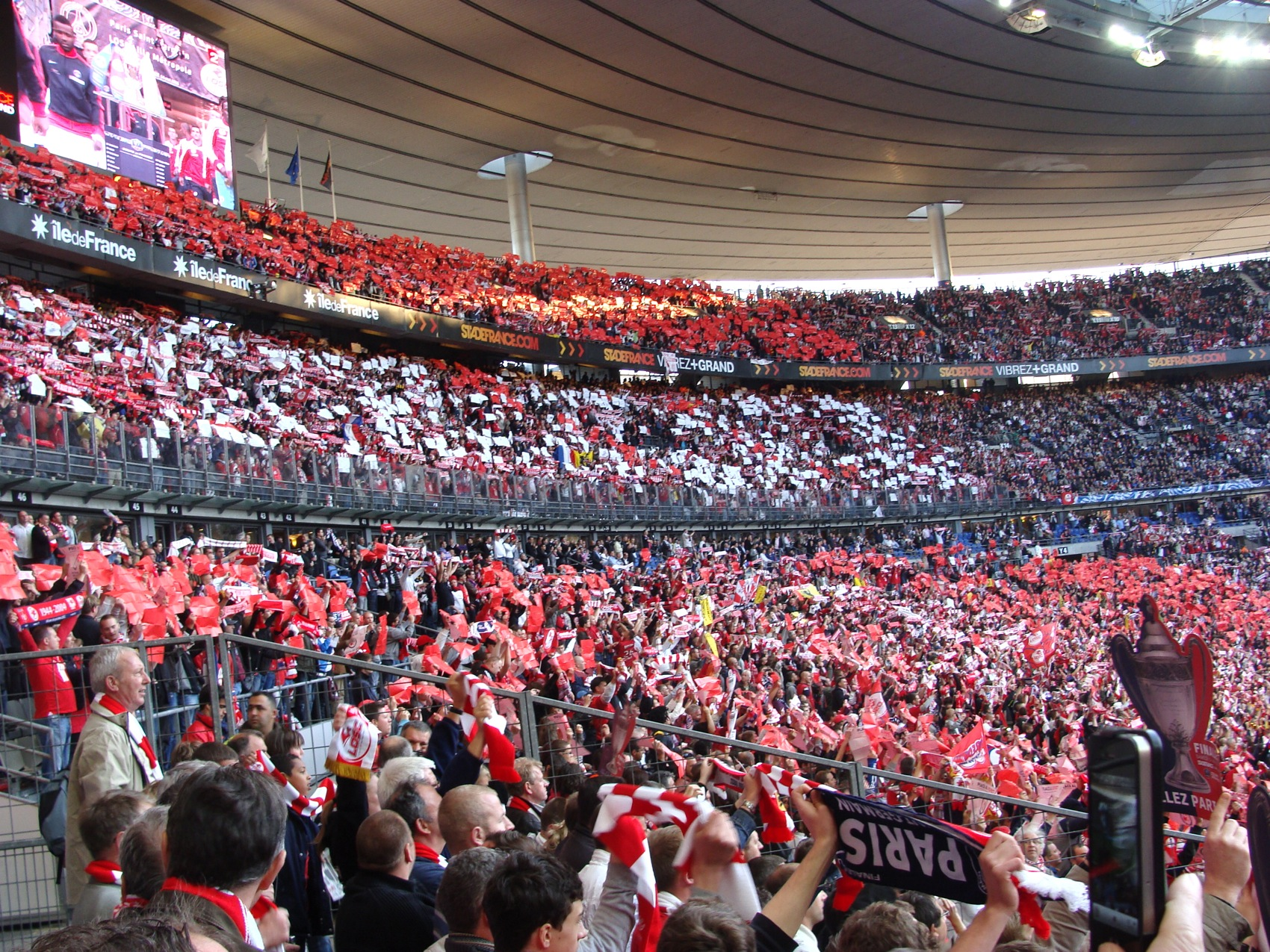
Supporters lillois lors de la finale.

La coupe de France 2010-2011 est la 94e édition de la coupe de France, une compétition à élimination directe mettant aux prises les clubs de football amateurs et professionnels à travers la France métropolitaine et les DOM-ROM. Elle est organisée par la FFF et ses ligues régionales. Cette saison, le nombre d'équipes engagées dans la compétition a atteint un nouveau record avec 7 449 participants.
En trente-deuxièmes de finale de la coupe de France, le LOSC se rend chez les amateurs de l'US Forbach, promus en CFA 2. Pour éviter une élimination prématurée de la compétition comme la saison précédente, Garcia aligne une équipe mixte avec la plupart des titulaires habituels. Ce coaching s'avère payant puisque les Lillois disposent facilement des locaux et obtient sa qualification à la suite de sa victoire trois buts à un.
Au tour suivant, Lille hérite de l'ES Wasquehal, dans la même division que Forbach. Avant la rencontre en elle-même, une polémique apparaît entre les deux clubs séparés de seulement 10 kilomètres. Le président de l'ESW et maire de Wasquehal Gérard Vignoble déclare que « Lille ne les [nous] respecte pas » et que « le LOSC est profondément incapable de s’intéresser au football d’en bas ». En réponse, le club estime par communiqué que ces propos sont « aussi inattendus qu’injustes et choquants ». Sur le terrain, Lille s'impose par la plus petite des marges (1-0) grâce à une réalisation du Brésilien Túlio de Melo en fin de première période.
En huitièmes de finale, le LOSC reçoit de nouveau. Le FC Nantes, pensionnaire de Ligue 2 et prétendant à la montée, ouvre la marque sur sa première occasion. Les Lillois dominent mais peinent à contourner le bloc nantais bien regroupé et ne trompent qu'à une seule reprise la vigilance des Canaris, sur un but d'Eden Hazard à la 43e minute. Lille doit sa qualification à son gardien Landreau qui a arrêté trois tirs au but face à son ancien club.

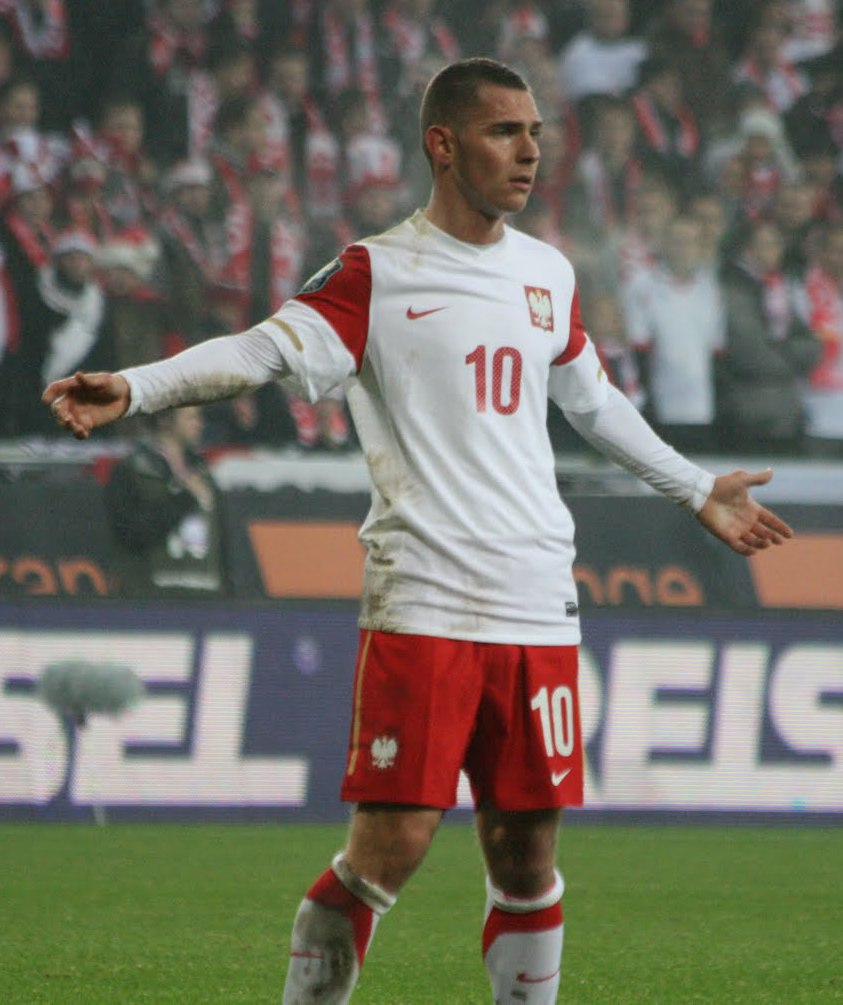
Ludovic Obraniak, ici sous le maillot polonais, est l'unique buteur lors de la finale contre le Paris Saint-Germain.

En quarts de finale, le LOSC a besoin une nouvelle séance de tirs au but pour se qualifier. Au Stadium Lille Métropole, les Lillois n'arrivent pas à trouver la faille face à une formation méritante du FC Lorient emmenée par son capitaine et gardien de but Fabien Audard. En infériorité numérique à la 64e minute de jeu, les Merlus résistent bien à la domination des Dogues. Après le score nul et vierge à la fin des prolongations, Lille s'impose 5-3 dans la séance de tirs au but et se qualifie pour les demi-finales de la coupe. Le club n'avait plus atteint ce tour depuis 1985.
En demi-finale, l'OGC Nice reçoit les Nordistes dans un stade du Ray à guichets fermés. Nice tente crânement sa chance dans la partie mais ne parvient à trouver le cadre que rarement. C'est finalement Hazard qui vient concrétiser la domination lilloise en ouvrant le score juste avant la mi-temps, en combinaison avec le Polonais Ludovic Obraniak. Dès la reprise, Gervinho aggrave la marque avec Yohan Cabaye à l'origine de l'action. En gérant le score en fin de match, la rencontre se termine sur le score de deux buts à zéro en faveur du LOSC, qui se qualifie pour la première fois en finale depuis 1955.
En finale le samedi 14 mai, le LOSC affronte le Paris Saint-Germain (PSG), tenant du titre et invaincu depuis près de deux mois. Compte tenu de la proximité du stade de France avec la ville de Paris, l'ambiance penche largement du côté des Franciliens en dépit des 25 000 supporters lillois qui ont fait le déplacement.

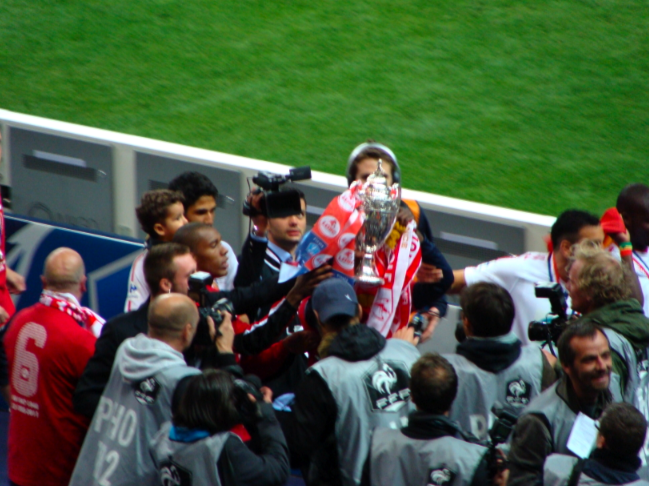
La Coupe de France soulevée par le LOSC.

La rencontre débute sur un rythme élevé mais les défenses des deux formations sont rigoureuses pour éviter de compromettre leurs chances. En seconde période, poussé par le public, le PSG prend la rencontre à son compte et exerce une pression qui s'accentue au fil des minutes. Les atouts offensifs du club de la capitale, Nenê et Guillaume Hoarau, ne parviennent pas à faire la différence face à Mickaël Landreau qui fête ses 32 ans le jour de la finale. Nettement dominé, Lille procède par contre-attaque et attend des fautes du PSG pour se procurer des coups de pied arrêtés. C'est sur l'une de ces fautes que va venir le salut pour le LOSC. L'arbitre Clément Turpin sanctionne à la 87e minute une faute du latéral gauche Siaka Tiéné sur Mathieu Debuchy. Obraniak se charge de tirer le coup franc à la 89e minute ; son centre-tir plongeant est rentrant et, à la faveur d'une erreur d'appréciation du portier parisien Grégory Coupet, surpris par la trajectoire du ballon, ce dernier entre au fond des filets. Dans la foulée, Lille obtient un penalty qu'arrête le gardien du PSG. Paris pousse en vain dans le reste du temps additionnel et le LOSC s'impose sur la plus petite des marges (1-0) pour sa première finale au stade de France.
La victoire des Dogues a été l'occasion de voir des scènes de liesse dans Lille, notamment sur la place François-Mitterrand où la rencontre a été retransmise sur un écran géant. Le lendemain, le dimanche 15 mai, les joueurs sont reçus à la mairie de Lille et ont été décorés par Martine Aubry de la médaille d'honneur de la Ville de Lille. Le trophée a été ensuite présenté aux 15 000 supporters présents, venus fêter le retour de la coupe attendu depuis 56 ans.

### Coupe de la Ligue
La Coupe de la Ligue 2010-2011 est la 17e édition de la Coupe de la Ligue, compétition à élimination directe organisée par la Ligue de football professionnel (LFP) depuis 1994, qui rassemble uniquement les clubs professionnels de Ligue 1, Ligue 2 et National. Depuis 2009, la LFP a instauré un nouveau format de coupe plus avantageux pour les équipes qualifiées pour une coupe d'Europe.
En terminant quatrième du dernier championnat, Lille est tête de série lors des tirages au sort et débute directement la compétition en huitièmes de finale. Le LOSC reçoit le Stade Malherbe de Caen, qui a éliminé au tour précédent l'AC Arles-Avignon. D'entrée de jeu, Yohan Cabaye ouvre le score et malgré l'égalisation rapide des Normands grâce à Sambou Yatabaré, Lille gère parfaitement la rencontre contre des Caennais réduits à dix dès la 38e minute. Le LOSC s'impose finalement sans surprise sur un large score (4-1) et se qualifie pour le tour suivant.
Pour les quarts de finale, Lille se rend au stade de la Mosson, antre du Montpellier HSC. Comme Lille, Montpellier a été exempté de seizième de finale. Au tour précédent, le club de l'Hérault a disposé de l'AC Ajaccio. Le LOSC encaisse logiquement deux buts des Montpelliérains, inscrits par le Turc Hasan Kabze. Grâce à une réaction des Dogues par l'entrée en jeu de Eden Hazard et de Gervinho, Lille réduit l'écart mais Montpellier parvient à préserver son avantage. Le MHSC s'impose à domicile deux buts à un et atteint le dernier carré de la coupe de la Ligue. La Paillade bat ensuite à la Mosson le Paris Saint-Germain au tour suivant mais doit s'incliner en finale contre l'Olympique de Marseille, tenant du titre.

### Ligue Europa
La Ligue Europa 2010-2011 est la deuxième édition de la Ligue Europa, nouvelle formule de la Coupe UEFA. Par rapport à cette dernière, la Ligue Europa offre des tours préliminaires élargis et une phase de groupes s'inspirant de la Ligue des Champions avec un mini-championnat aller-retour de 4 équipes. Les équipes sont qualifiées en fonction de leurs bons résultats en championnat ou coupe nationale. Le tenant du titre est l'Atlético de Madrid, après sa victoire contre Fulham.

#### Parcours en Ligue Europa
Le LOSC, tête de série lors du tirage au sort des barrages de la Ligue Europa grâce à son coefficient UEFA, affronte la formation roumaine du FC Vaslui, qui a terminé troisième de son championnat en 2009-2010. Dans une rencontre pauvre en occasions, Lille apparaît fébrile en Roumanie mais préserve ses chances en obtenant le 0-0 au match aller. Au match retour, les Nordistes parviennent à faire la différence en deuxième période dans un match crispé. Le déclic est l'expulsion du gardien roumain à la suite d'une faute dans la surface sur Moussa Sow. Yohan Cabaye transforme la sentence avant qu'Aurélien Chedjou assure la qualification grâce à son but inscrit dix minutes avant la fin du match.
Placé dans le deuxième chapeau et plutôt protégé par son coefficient UEFA, le LOSC hérite d'un groupe relativement facile composé du Sporting Portugal, club de Lisbonne habitué aux compétitions européennes et quatrième du dernier championnat portugais, du Levski Sofia, troisième du championnat de Bulgarie lors de l'exercice précédent, et de La Gantoise, vice-champion de Belgique en 2009-2010 et repêché des qualifications de la Ligue des Champions.

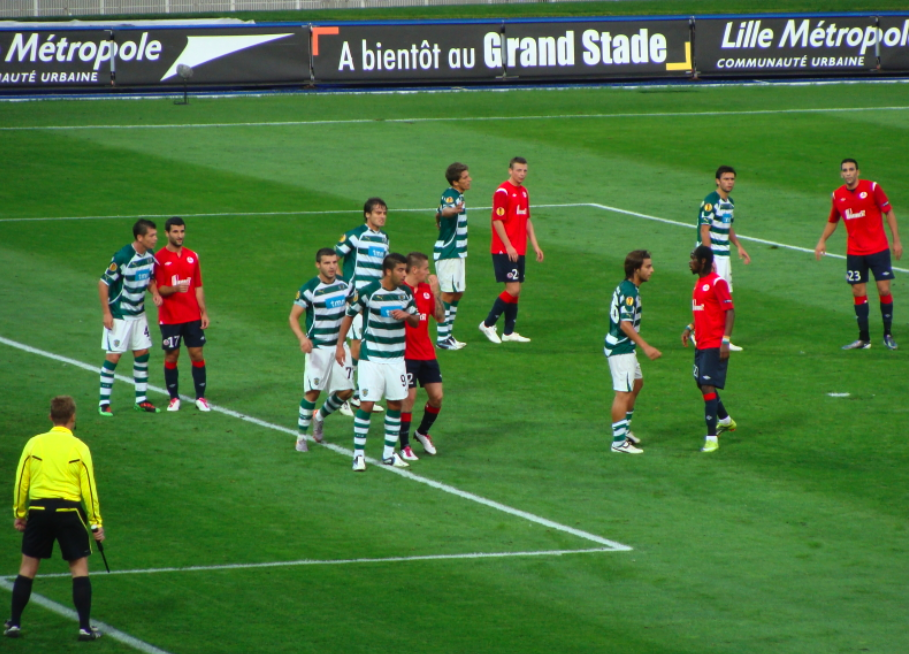
Joueurs dans la surface lors du match LOSC - Sporting Portugal.

L'équipe nordiste débute mi-septembre sa phase de groupes à domicile en recevant le Sporting Portugal, placé dans le chapeau 1 lors du tirage au sort. Les Lillois, qui ont aligné une équipe mixte, sont assommés d'entrée par les Lisboètes, en encaissant deux buts en première période. La réaction nordiste, un but de Pierre-Alain Frau en seconde période, est insuffisante pour arracher le match nul. Après ce revers deux buts à un, le club enregistre sa première défaite de la saison toutes compétitions confondues. Deux semaines plus tard, le LOSC traverse la proche frontière avec la Belgique et se rend chez La Gantoise dans un « derby des Flandres ». Dans une rencontre ouverte, la formation nordiste remaniée encaisse une nouvelle fois un but en début de match, Stijn De Smet ouvrant le score à la 5e minute. La réaction lilloise vient un quart d'heure plus tard quand Frau loge le ballon dans la lucarne. Le score ne bougera plus (1-1) malgré les poteaux touchés à plusieurs reprises par les deux équipes. Une nouvelle fois sans plusieurs de ses titulaires, le LOSC reçoit le Levski Sofia et affronte pour la première fois de son histoire européenne une formation bulgare. Dans une rencontre plutôt fade, Chedjou inscrit sur une tête piquée le seul but du match peu après la reprise. En s'imposant à domicile un but à zéro, Lille se retrouve, à la deuxième place du groupe, derrière le Sporting CP qui réalise le carton plein avec trois victoires en autant de rencontres.
Au stade Georgi Asparoukhov en Bulgarie, Lille est cueilli à froid par le Levski Sofia, Garra Dembélé profitant d'une glissade de Chedjou pour ouvrir le score à la onzième minute. Le LOSC revient dans la partie grâce à Túlio de Melo qui convertit de la tête un corner tiré par Ludovic Obraniak à la 35e minute. Aucune équipe ne parvient à profiter des erreurs défensives de l'adversaire jusqu'à la demi-volée fluide de Vladimir Gadzhev à la 82e minute. Ce but a eu pour effet de réveiller le stade jusqu'à l'égalisation lilloise, trois minutes plus tard, par un but contre son camp d'Ivo Ivanov. En trompant son propre gardien seulement quatorze secondes après son entrée en jeu, il devient le buteur contre son camp le plus rapide de l'histoire. Ce match nul 2-2 glané à l'extérieur permet de conserver la deuxième place du groupe. Cette deuxième place est perdue la journée suivante à la suite de la défaite à Lisbonne contre le Sporting. Comme au match aller, les Lisboètes ouvrent rapidement le score et se contentent de gérer le résultat tandis que Lille ne parvient pas à revenir à égalité malgré ses quelques velléités offensives. Grâce à cette défaite du LOSC 1-0, les Portugais se qualifient pour les seizièmes de finale de la compétition. Dos au mur, le LOSC décroche sa qualification après sa victoire à domicile contre La Gantoise. Sur une pelouse en mauvais état, Lille domine les débats et marque sur des buts d'Obraniak, Frau puis Sow. La victoire 3-0 du club lillois permet de dépasser Gand et de terminer à la deuxième place du groupe C,.
| Rang | Équipe                     | Pts | J | G | N | P | Bp | Bc | Diff |  | Résultats (▼ dom., ► ext.) |     | LOSC |     |     |
| ---- | -------------------------- | --- | - | - | - | - | -- | -- | ---- |  | -------------------------- | --- | ---- | --- | --- |
| 1    | Sporting Clube de Portugal | 12  | 6 | 4 | 0 | 2 | 14 | 6  | +8   |  | Sporting Clube de Portugal |     | 1-0  | 5-1 | 5-0 |
| 2    | LOSC Lille Métropole       | 8   | 6 | 2 | 2 | 2 | 8  | 6  | +2   |  | LOSC Lille Métropole       | 1-2 |      | 3-0 | 1-0 |
| 3    | KAA La Gantoise            | 7   | 6 | 2 | 1 | 3 | 8  | 13 | -5   |  | KAA La Gantoise            | 3-1 | 1-1  |     | 1-0 |
| 4    | PFK Levski Sofia           | 7   | 6 | 2 | 1 | 3 | 6  | 11 | -5   |  | PFK Levski Sofia           | 1-0 | 2-2  | 3-2 |     |

Non-tête de série lors du tirage des seizièmes et huitièmes de finale, le LOSC hérite d'un parcours plus compliqué qu'en phase de poules avec en seizièmes de finale une double confrontation contre le PSV Eindhoven, qualifié pour la Ligue Europa en tant que quatrième des Pays-Bas en 2009-2010 qui a fini premier et invaincu du groupe I. En cas de qualification, un match aller-retour opposera le LOSC contre le vainqueur du seizième opposant le Sporting Portugal aux Glasgow Rangers, champion d'Écosse en titre repêché des groupes de la Ligue des Champions 2010-2011.

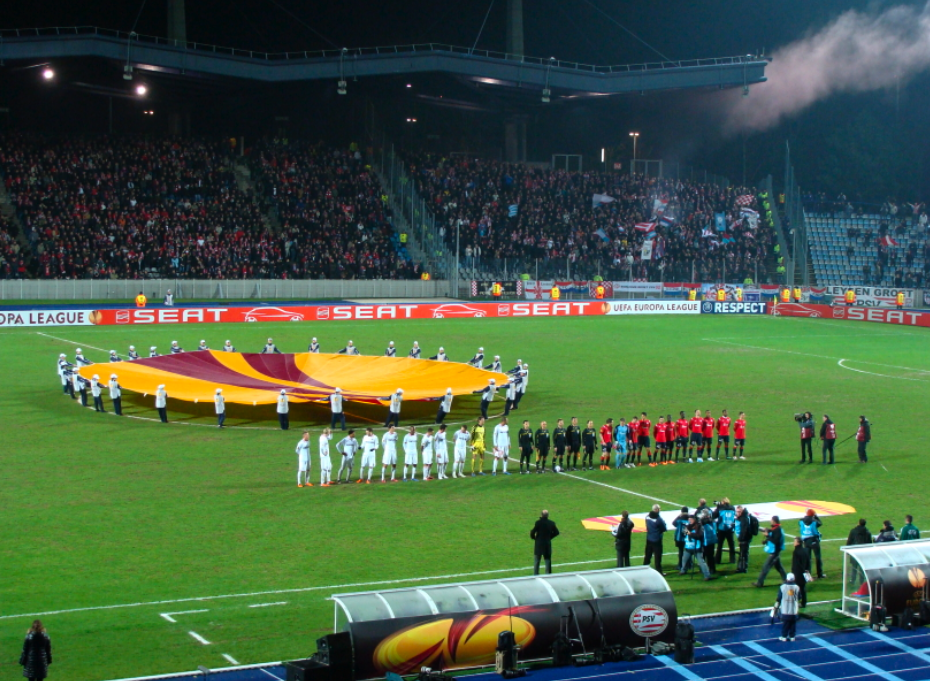
Présentation des équipes au début de la rencontre LOSC - PSV Eindhoven.

Le match aller au Stadium Lille Métropole débute bien pour le LOSC puisqu'en trente minutes, l'équipe prend un avantage conséquent sur Eindhoven grâce aux deux buts inscrits par Idrissa Gueye, sa première réalisation avec l'effectif professionnel, et de Melo. Mais en l'espace de 82 secondes, le PSV inscrit deux buts en fin de match par l'intermédiaire de Wilfred Bouma et d'Ola Toivonen. Le score final de la rencontre est de deux buts partout et à cause des buts marqués à l'extérieur, le LOSC est en difficulté avant le déplacement aux Pays-Bas. Lors du match retour, Lille ouvre une nouvelle fois le score, cette fois par l'intermédiaire de Frau. Ce but inscrit est le centième but inscrit par le club lillois lors des compétitions européennes. Mais comme à l'aller, le PSV inverse la tendance et marque trois buts en seconde période, dont celui de Balázs Dzsudzsák rappelant un coup franc tiré par Ryan Giggs en 2007. Frau est expulsé à la suite d'un second avertissement et Rudi Garcia doit quitter son banc pour avoir contesté la décision arbitrale. La rencontre se termine par la victoire du PSV 3-1, ce qui lui permet de se qualifier pour les huitièmes de finale et d'affronter les Rangers.
Le chemin du PSV s'arrête en quart de finale contre les Portugais du Benfica Lisbonne. Deux autres formations portugaises atteignent en mai la finale de la compétition européenne et c'est le FC Porto qui remporte la Ligue Europa, en battant le Sporting Braga un but à zéro.

#### Coefficient UEFA
De par ses résultats dans cette Ligue Europa, le LOSC acquiert des points pour son coefficient UEFA, utilisé lors des tirages au sort des compétitions de l'UEFA. Une victoire rapportant deux points à ce coefficient et un match nul un point, le club récolte au total sept points. En ajoutant le cinquième du coefficient du championnat français, le coefficient UEFA du LOSC est de 9,150 points pour la saison 2010-2011,.
Ainsi à la fin de la saison, Lille apparaît à la 50e place (et cinquième équipe française) du classement du coefficient UEFA par clubs avec 40,735 points. Le LOSC est positionné entre le FC Twente, champion des Pays-Bas 2009-2010, et les Anglais du Fulham FC, finalistes de la Ligue Europa 2009-2010. Manchester United, le FC Barcelone et Chelsea trustent le podium du classement.
Sur la saison donnée, les 9,150 points permettent aux Lillois de réaliser la 49e meilleure performance. Les Young Boys de Berne se placent 48e avec 9,180 points récoltés et l'Hapoël Tel-Aviv se placent 50e avec 8,925 points obtenus. Manchester United obtient le plus grand nombre de points sur la saison avec un coefficient de 36,671. Le LOSC est le quatrième club français du classement de la saison,.
| Rang 2011 | Rang 2010 | Évolution | Club                 | 2006-2007 | 2007-2008 | 2008-2009 | 2009-2010 | 2010-2011 | Coefficient |
| --------- | --------- | --------- | -------------------- | --------- | --------- | --------- | --------- | --------- | ----------- |
| 1         | 2         | +1        | Manchester United    | 25,325    | 32,575    | 28,000    | 28,585    | 36,671    | 151,157     |
| 2         | 1         | -1        | FC Barcelone         | 17,800    | 27,775    | 28,662    | 30,585    | 36,642    | 141,464     |
| 3         | 3         | =         | Chelsea              | 26,325    | 28,575    | 25,000    | 22,585    | 26,671    | 129,156     |
|           |           |           |                      |           |           |           |           |           |             |
| 48        | 45        | -3        | RSC Anderlecht       | 7,940     | 12,900    | 0,900     | 14,740    | 5,920     | 42,400      |
| 49        | 81        | +32       | FC Twente            | 1,643     | 3,000     | 9,267     | 9,883     | 17,233    | 41,026      |
| 50        | 41        | -9        | LOSC Lille Metropole | 13,000    | 1,386     | 2,200     | 15,000    | 9,150     | 40,736      |
| 51        | 49        | -2        | Fulham               | 3,325     | 3,575     | 3,000     | 26,585    | 3,671     | 40,157      |
| 52        | 38        | -14       | FC Bâle              | 6,820     | 11,250    | 4,580     | 7,150     | 10,180    | 39,980      |

Le recul de neuf places au classement s'explique par le remplacement du coefficient de la saison 2005-2006 par le coefficient de la saison 2010-2011. En 2005-2006, les Dogues réalisent un parcours européen qui lui rapporte 15,162 points,. Le parcours 2010-2011 lui rapportant 9,150 points, le club connaît une baisse mécanique de son coefficient qui passe de 46,748 en 2010 à 40,736 en 2011. Le LOSC passe ainsi de la 41e place à la 50e.

### Matchs officiels de la saison
Le tableau ci-dessous retrace dans l'ordre chronologique les 56 rencontres officielles jouées par le LOSC Lille Métropole durant la saison. Le club lillois a participé aux 38 journées du championnat ainsi qu'à six tours de Coupe de France, deux rencontres en Coupe de la Ligue et dix matchs sur le plan européen, via la Ligue Europa. Les buteurs sont accompagnés d'une indication entre parenthèses sur la minute de jeu où est marqué le but et, pour certaines réalisations, sur sa nature (penalty ou contre son camp).
Le bilan général de la saison est de 29 victoires, 19 matchs nuls et 8 défaites. Le score le plus fréquent est le match nul 1-1 concédé à 12 reprises, suivi de la victoire 1-0, à 8 reprises.

## Joueurs et encadrement technique

### Encadrement technique

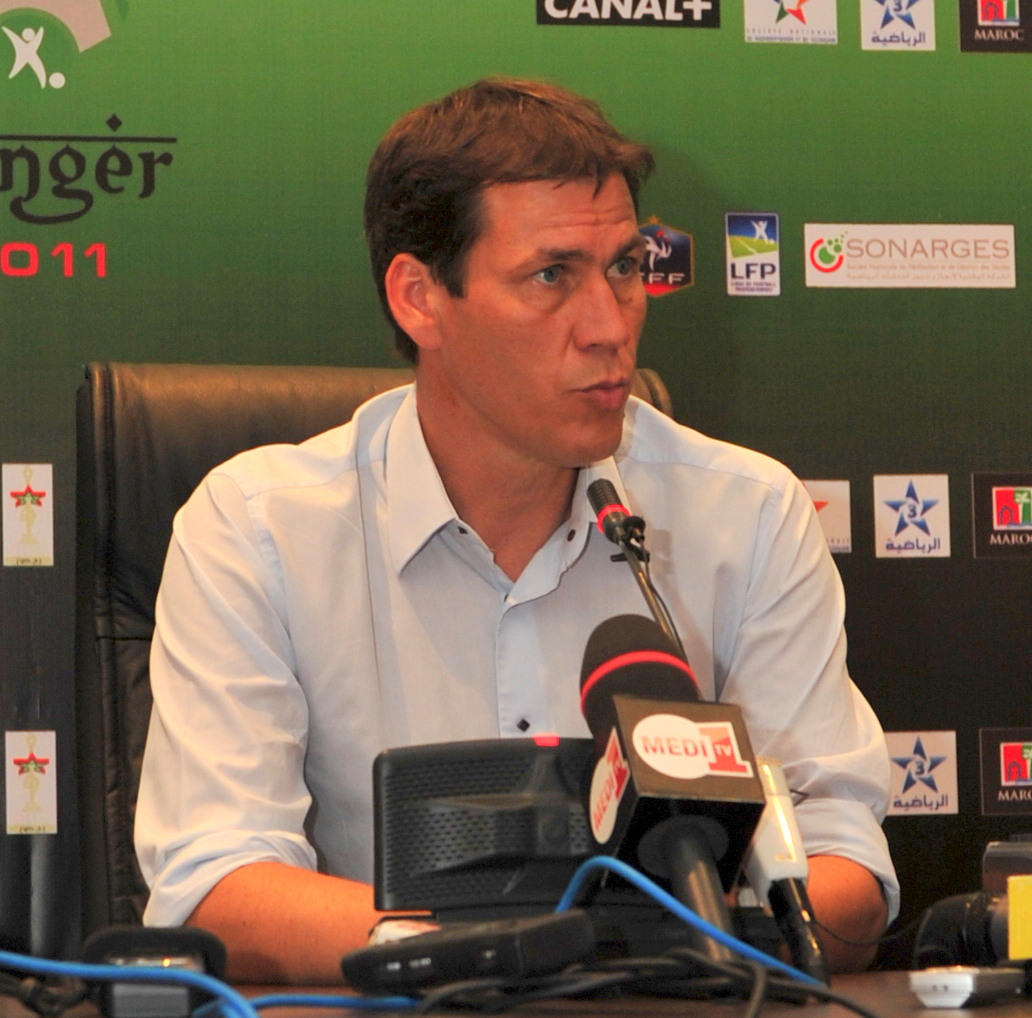
Passé par le LOSC dans les années 1980 en tant que joueur, Rudi Garcia entraîne le club lillois depuis 2008.

L'équipe est entraînée par Rudi Garcia. Entraîneur de 46 ans en poste depuis l'été 2008, il est passé par le club nordiste en tant que joueur entre 1982 et 1988. Il débute en 1994 sa carrière de technicien à l'AS Corbeil-Essonnes, en tant qu'entraîneur-joueur, puis connaît différentes expériences à l'AS Saint-Étienne, au Dijon FCO et au MUC 72. En juin 2008, Garcia rompt son contrat avec les Manceaux pour rejoindre le LOSC. Garcia est assisté depuis son arrivée par Frédéric Bompard et Claude Fichaux.
Bompard est un ami d'enfance de Garcia ; les deux hommes se sont rencontrés à Corbeil-Essonnes alors qu'ils évoluaient en poussins. L'aventure professionnelle du duo a débuté en 2002, au Dijon FCO. Resté à Dijon une saison de plus que Garcia, Bompard rejoint son compère au LOSC en 2008. Depuis, il est chargé « de décrypter l'opposition par le biais de la vidéo [...], de disséquer le jeu depuis la tribune » et donne son avis sur « la stratégie, la tactique, la façon de jouer de nos adversaires et même sur la "compo" ».
Claude Fichaux et Rudi Garcia se sont connus à Saint-Étienne, quand le premier était encore joueur. À la fin de sa carrière, au RC Strasbourg, Fichaux signe sa reconversion dans l'encadrement technique puis rejoint le LOSC en juin 2009. Il est responsable de la partie technique lors des entraînements, chargé d'entraîner les joueurs non sélectionnés pour les rencontres et d'assurer la collaboration entre le centre de formation et le groupe professionnel.
Grégory Dupont est le préparateur physique depuis le départ de Vincent Espié en 2009. Titulaire d'un master en préparation physique, il revient au LOSC après une parenthèse de deux ans au Celtic Glasgow.
L'entraîneur des gardiens est Jean-Pierre Mottet, présent dans le staff des Dogues depuis l'ère Vahid Halilhodžić. Il signe son premier contrat professionnel au LOSC en 1978. D'abord peu utilisé, il devient titulaire en 1983 et garde pendant 3 saisons les buts de l'équipe lilloise. Il a fait partie de l'effectif des Dogues qui a atteint deux demi-finales de coupe de France en 1983 et 1985.

### Effectif professionnel

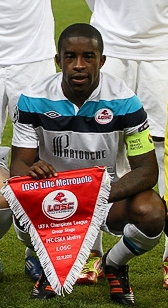
Rio Mavuba est le capitaine depuis 2008.

Dans l'effectif de la saison 2010-2011, peu de joueurs sont issus de la métropole lilloise. Pour autant, ceux-ci sont régulièrement utilisés par Garcia comme Yohan Cabaye, milieu offensif né à Tourcoing et au club depuis 1998, Mathieu Debuchy, latéral droit intégrant les équipes jeunes du LOSC en 1993 ou Stéphane Dumont, milieu de terrain devenu professionnel en 2002.
Le capitaine de l'équipe est le milieu défensif français Rio Mavuba. Il débute en Ligue 1 lors de la saison 2003-2004 avec les Girondins de Bordeaux. En 2007, il rejoint Villarreal mais en Espagne, Mavuba joue très peu, si bien qu'au mercato d'hiver 2008, le club espagnol trouve un accord avec le LOSC pour un prêt. En juin 2008, Lille lève l'option d'achat pour transférer définitivement Mavuba. Il devient capitaine en août de la même année, succédant ainsi au défenseur Grégory Tafforeau, un des joueurs les plus capés des Dogues avec près de 300 rencontres jouées sous le maillot lillois.
Le portier du LOSC est Mickaël Landreau, au club depuis la saison précédente. Blessé seulement quelques jours après son transfert, il revient sur les pelouses en octobre 2009 et devient un élément-clé de l'effectif, mettant Ludovic Butelle sur le banc. Gardien de but expérimenté et champion de France avec le FC Nantes en 2001, il a disputé sa 500e rencontre en première division lors de la 23e journée du championnat contre Toulouse, sans encaisser de buts. D'autres joueurs de l'effectif sont chevronnés dans leur domaine respectif, comme le milieu défensif Florent Balmont et l'attaquant Pierre-Alain Frau tous les deux champions de France avec l'Olympique lyonnais et présents au LOSC depuis 2008.
Parmi les plus jeunes joueurs de l'effectif, on retrouve le Belge de 19 ans Eden Hazard. Il rejoint Lille en 2005 pour terminer sa formation. Prometteur, il participe à l'épopée la sélection belge lors de l'Euro des moins de 17 ans 2007. Quelques mois plus tard, il connaît ses premières minutes de jeu avec le LOSC. L'Ivoirien Gervinho, âgé de 23 ans, est révélé au grand public par ses performances au Mans, entraîné à l'époque par Rudi Garcia. Transféré pour 6,5 millions d'euros en juillet 2009, il s'impose progressivement comme Hazard sur le front de l'attaque.
Aurélien Chedjou et Adil Rami constituent la défense centrale. Chedjou rejoint le LOSC en 2007 et profite des blessures et suspensions pour s'imposer dans l'effectif. Quant à Rami, il a été recruté à l'ES Fréjus en 2006 sans être passé par un centre de formation professionnel. Sollicité par plusieurs clubs (Olympique de Marseille et Zénith Saint-Pétersbourg) à la suite de ses performances régulières, il s'engage définitivement avec le Valence CF en janvier 2011 mais reste avec le LOSC jusqu'à la fin de la saison sous forme de prêt. Franck Béria, chez les Dogues depuis son départ du FC Metz en 2007, les épaule sur le côté gauche de la défense.
Par ailleurs, le LOSC a prêté quatre de ses joueurs durant la saison. Le défenseur né à Lille Peter Franquart est prêté depuis 2009 au Sporting Charleroi, club de première division belge. Ludovic Butelle est prêté en juin 2010 avec option d'achat au Nîmes Olympique, pensionnaire de Ligue 2. Une autre équipe de deuxième division, le CS Sedan Ardennes, accueillera l'attaquant né dans la région Nicolas Fauvergue, auparavant prêté au RC Strasbourg pour la saison 2009-2010. Enfin, Emil Lyng est prêté en janvier 2011 au FC Nordsjælland évoluant dans la Superliga danoise jusqu'à la fin de la saison.

### Statistiques individuelles
Le joueur le plus utilisé de l'effectif est le gardien français Mickaël Landreau qui participe à 55 des 56 rencontres officielles de la saison. Il cède sa place à Barel Mouko lors du seizième de finale retour de Ligue Europa contre le PSV Eindhoven. Le joueur de champ le plus sollicité est le milieu de terrain et capitaine Rio Mavuba qui totalise 4 564 minutes en 54 matchs. L'ailier belge Eden Hazard participe lui aussi à 54 rencontres mais il n'a passé que 4 160 minutes sur les terrains.
Le joueur le plus prolifique en termes de buts est l'attaquant sénégalais Moussa Sow qui inscrit 26 buts dont 25 en championnat, meilleur buteur de la Ligue 1 devant Kevin Gameiro et Grégory Pujol, respectivement attaquants du FC Lorient et du Valenciennes FC. Ayant joué 3 481 minutes sur la saison, Sow atteint la moyenne d'un but marqué toutes les 65 minutes. Il est suivi de l'Ivoirien Gervinho et de Hazard, respectivement auteurs de 18 et 12 réalisations.
Ces deux joueurs précités sont les meilleurs passeurs du club avec onze passes décisives toutes compétitions confondues chacun. En championnat, ils en sont tous les deux à dix passes, derrière les 17 passes délivrées par le Sochalien et néo-international français Marvin Martin.
Seuls deux joueurs lillois ont été expulsés lors de la saison. En Ligue Europa, l'attaquant Pierre-Alain Frau écope d'un carton rouge à la suite d'un second avertissement lors du match retour contre le PSV, conséquence d'une faute sur Stanislav Manolev. En championnat, Gervinho est directement exclu par l'arbitre Olivier Thual lors de la 30e journée, coupable d'un geste d'humeur sur le défenseur monégasque Adriano.

### Récompenses et distinctions
Au cours de la saison 2010-2011, l'Union nationale des footballeurs professionnels (UNFP) récompense chaque mois le meilleur joueur du championnat de France. Après une sélection de trois joueurs choisis par les médias sportifs, le public élit le joueur du mois avec des votes par SMS ou par Internet. Deux joueurs du LOSC ont été élus joueur du mois pendant cette saison : Mickaël Landreau au mois de février puis Eden Hazard le mois suivant,.

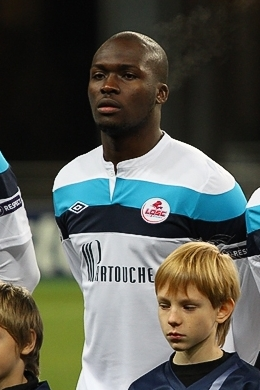
À l'issue de la saison, Moussa Sow reçoit le trophée du meilleur buteur du championnat. Il a inscrit 25 buts dans cette compétition.

Le 22 mai 2011, l'UNFP organise la remise des trophées UNFP du football, trophées nominatifs des meilleurs acteurs du football français pour la saison. Quatre joueurs lillois sont nommés dans trois catégories différentes.
Moussa Sow et Eden Hazard font partie des nommés pour le prix du meilleur joueur de Ligue 1, aux côtés du buteur lorientais Kevin Gameiro et du milieu parisien Nenê. Si Sow est nommé pour la première fois de sa carrière dans le cadre de ces trophées, Hazard a remporté les deux derniers trophées du meilleur espoir de Ligue 1. Gervinho, pourtant auteur d'une saison complète avec 15 buts et 10 passes décisives en championnat, ne figure pas dans cette catégorie et a cru que « c'était une blague ». Pour le trophée du meilleur gardien de Ligue 1, Mickaël Landreau est opposé notamment au marseillais Steve Mandanda et au lyonnais Hugo Lloris, tous trois portiers internationaux français anciens ou actuels. Enfin, Rudi Garcia est nommé la deuxième année de suite pour le trophée du meilleur entraîneur de Ligue 1. Finalement, Hazard et Garcia remportent les deux trophées UNFP tandis que Mandanda est préféré à Landreau,. Dans l'équipe-type des meilleurs joueurs de Ligue 1 de cette saison 2010-2011 figurent Rami, Hazard, Gervinho et Sow.
Par ailleurs, Sow se voit remettre le trophée du meilleur buteur de Ligue 1 à l'issue de la dernière rencontre du championnat, à domicile contre Rennes. Lors de ce match, il réalise son troisième triplé de la saison et termine le championnat avec 25 buts inscrits. Le Sénégalais succède ainsi à son compatriote Mamadou Niang, un des artisans du sacre de l'OM la saison précédente avec ses 18 buts. C'est la première fois depuis 1949 et Jean Baratte qu'un joueur lillois est le meilleur buteur de première division.
Hazard est de nouveau récompensé par un trophée en succédant à Gervinho comme lauréat du trophée de l'Étoile d'Or France Football, qui récompense le joueur de champ du championnat de France ayant reçu les meilleures notes des journalistes du magazine sportif tout au long de la saison. Avec une moyenne de 6,06 sur 10, l'international belge devance Clément Chantôme et Renaud Cohade, respectivement milieux du Paris SG et du Valenciennes FC. France Football rend hommage une nouvelle fois aux Lillois en leur attribuant 5 titres fin 2011. Le LOSC a été sacré club de l'année tandis que Rudi Garcia, Michel Seydoux, Eden Hazard reçoivent respectivement les titres d'entraîneur de Ligue 1, de dirigeant de l'année et de joueur étranger de l'année. Le prix orange, qui est décerné au joueur le plus disponible et le plus chaleureux avec la presse et le public, est remis au capitaine Rio Mavuba. Le quotidien sportif L'Équipe place quant à lui Mickaël Landreau à la 18e place du classement des champions français en 2011. Il est le seul footballeur du top 20.
En novembre 2011, Rudi Garcia fait partie des dix entraîneurs nommés pour le Prix d'entraîneur de l'année décerné par la FIFA en marge du Ballon d'or,. Un mois plus tard, il est accompagné de Gervinho, Eden Hazard et Adil Rami dans la liste des 55 joueurs et entraîneurs que le public peut choisir pour former l'Équipe de l'année 2011 des internautes d'UEFA.com. Finalement, aucun lillois ne fait partie de l'équipe de l'année de l'UEFA tandis que Josep Guardiola est désigné entraîneur de l'année par le jury réuni par la FIFA,.
Enfin, les Dogues sont majoritairement représentés dans le onze France voté par la rédaction de L'Équipe fin décembre 2011 ; ils sont au nombre de sept : Debuchy, Chedjou, Béria, Cabaye, Balmont, Gervinho et Hazard. Les internautes qui ont voté sur lequipe.fr ont quant à eux élu Debuchy, Rami et Hazard.

### Joueurs en sélection nationale

#### Équipe de France
Le désastre de l'équipe de France en Afrique du Sud entraîne un bouleversement dans la direction de la sélection tricolore. Sélectionneur depuis 2004, Raymond Domenech est remplacé le 2 juillet 2010 par l'entraîneur des Girondins de Bordeaux et champion du monde 1998 Laurent Blanc. Son objectif est de mener à bien la qualification de la France pour l'Euro 2012. Pour sa première rencontre en tant que sélectionneur, il prend la décision de suspendre collectivement les vingt-trois joueurs ayant participé à la coupe de Monde qui vient de s'écouler.
Pour bâtir une nouvelle équipe de France, Blanc présélectionne en juillet 2010 cinq joueurs du LOSC qui sont Rio Mavuba, déjà sélectionné à six reprises entre 2004 et 2007, Florent Balmont, Mathieu Debuchy, Yohan Cabaye et Adil Rami. Mais dans la liste définitive des joueurs appelés pour affronter la sélection de Norvège, en match amical le 11 août 2010, seuls Rami, Debuchy et Cabaye sont retenus. Par la suite, le parcours des trois joueurs sous le maillot bleu sera différent.
Rami devient titulaire dès sa première sélection et devient ainsi le 23e joueur lillois à porter le maillot de l'équipe de France, et le premier depuis 1980, date de la dernière sélection du gardien de but Philippe Bergeroo. En compagnie du joueur de l'AS Rome Philippe Mexès, il constitue très vite la charnière centrale des Bleus et joue onze des douze matchs de la saison de l'équipe de France.
Cabaye est quant à lui cantonné dans un rôle de remplaçant. Il rentre en cours de jeu contre la Norvège, pour sa première sélection en bleu, ainsi que contre le Brésil. Il devient titulaire en Ukraine et Pologne, deux rencontres où Laurent Blanc a voulu donner du temps de jeu aux habituels remplaçants. Enfin, Debuchy appelé plusieurs fois, n'a joué aucune minute de jeu sous le maillot bleu.
À l'issue de la saison 2010-2011, le bilan est positif pour l'Équipe de France avec huit matchs gagnés et deux matchs nuls sur un total de douze matchs. La France est première du groupe D des éliminatoires de l'Euro 2012 avec treize points, une longueur devant la Biélorussie et trois sur la Bosnie-Herzégovine. Lors des rencontres amicales, la sélection tricolore s'offre des victoires de prestige contre l'Angleterre et le Brésil avant de s'imposer en Ukraine et Pologne en conclusion de la tournée des Tricolores en Europe de l'Est.
| Joueurs      | Position  |        |        |        |        |        |        |        |        |     |        |     |     |
| Adil Rami    | Défenseur | 90 min | 90 min | 90 min | 90 min | 90 min | 90 min | 90 min | 90 min | 89e | 90 min |     | 63e |
| Yohan Cabaye | Milieu    | 16e    |        |        |        |        |        | 4e     |        |     |        | 76e | 46e |

#### Sélections étrangères
Comme Adil Rami et Yohan Cabaye, Eden Hazard participe avec sa sélection aux éliminatoires de l'Euro 2012. Le jeune international belge est rarement titulaire avec les Diables Rouges dans le cadre de ces éliminatoires. Aligné d'entrée de jeu contre l'Allemagne en début de la saison et contre la Turquie en fin de saison, il joue entre ses deux titularisations des bouts de match en Turquie puis contre l'Autriche et l'Azerbaïdjan. Fin juin 2011, la Belgique est deuxième du groupe A un point devant la sélection turque et derrière des Allemands intouchables (7 victoires pour 7 matchs) déjà qualifiés pour le championnat d'Europe.
En plus d'éventuelles rencontres amicales, les internationaux africains du club sont engagés dans les qualifications pour la Coupe d'Afrique des nations 2012. Gervinho participe à tous les matchs des éliminatoires de la Côte d'Ivoire et inscrit un doublé en juin 2011 lors d'un déplacement victorieux au Bénin. C'est d'ailleurs grâce à ce match que les Éléphants assurent d'ores et déjà leur qualification pour la CAN 2012, après un parcours parfait dans le groupe H (quatre succès en autant de rencontres). Le gardien Barel Mouko ne connaît pas le même succès avec le Congo. Portier lors de deux rencontres et même buteur sur penalty contre le Swaziland, sa sélection est déjà hors-course pour la qualification avec un bilan comptable insuffisant de trois points en quatre journées dans le groupe I, sept unités derrière le Ghana et le Soudan.
Aurélien Chedjou et Moussa Sow se sont affrontés dans ces éliminatoires puisque le Cameroun et le Sénégal sont dans le groupe E des qualifications. Les Sénégalais arrachent une victoire 1-0 à domicile contre les Camerounais à la 90+2e minute puis vont chercher le point du match nul à Yaoundé (0-0),. Avant cette double confrontation, Sow a inscrit deux buts, le premier contre la République démocratique du Congo et le second contre l'équipe de Maurice. Lors des quatre journées des qualifications qui se sont déroulées sur la saison, les deux Dogues ont participé à toutes les rencontres de leur sélection respective, Sow étant les quatre fois titulaire et Chedjou titulaire pour trois matchs. Le Sénégal est à la tête de son groupe avec un capital de 10 points, le Cameroun est troisième avec 5 points et en danger pour la qualification à la Coupe d'Afrique.
La Pologne étant directement qualifiée pour l'Euro 2012 en tant que pays coorganisateur avec l'Ukraine, elle ne participe pas aux éliminatoires. Cependant, Ludovic Obraniak a participé à huit des matchs amicaux de la sélection polonaise afin de préparer le championnat d'Europe. En août 2010, il ne peut empêcher le succès de son coéquipier Aurélien Chedjou avec le Cameroun. Il inscrit ensuite deux buts, contre l'Équateur et contre la Côte d'Ivoire, rencontre dans laquelle Gervinho y va de sa propre réalisation. Le dernier de la saison est celui contre la France dans lequel il a eu l'occasion de s'opposer à Cabaye et Rami. Il joue la quasi-totalité de la rencontre, remplacé à la 88e minute de jeu.
| Nom              | Éliminatoires Euro/CAN | Éliminatoires Euro/CAN | Éliminatoires Euro/CAN | Éliminatoires Euro/CAN | Matchs amicaux | Matchs amicaux | Matchs amicaux | Matchs amicaux | Total | Total       | Total  | Total        |
| Nom              | MJ                     | But inscrit            | Averti                 | Carton rouge           | MJ             | But inscrit    | Averti         | Carton rouge   | MJ    | But inscrit | Averti | Carton rouge |
| ---------------- | ---------------------- | ---------------------- | ---------------------- | ---------------------- | -------------- | -------------- | -------------- | -------------- | ----- | ----------- | ------ | ------------ |
| Aurélien Chedjou | 4                      | 0                      | 0                      | 0                      | 2              | 0              | 0              | 0              | 6     | 0           | 0      | 0            |
| Gervinho         | 4                      | 2                      | 0                      | 0                      | 2              | 1              | 0              | 0              | 6     | 3           | 0      | 0            |
| Eden Hazard      | 5                      | 0                      | 0                      | 0                      | 3              | 0              | 1              | 0              | 8     | 0           | 1      | 0            |
| Barel Mouko      | 2                      | 1                      | 0                      | 0                      | 0              | 0              | 0              | 0              | 2     | 1           | 0      | 0            |
| Ludovic Obraniak | 0                      | 0                      | 0                      | 0                      | 8              | 2              | 3              | 0              | 8     | 2           | 3      | 0            |
| Moussa Sow       | 4                      | 2                      | 0                      | 0                      | 0              | 0              | 0              | 0              | 4     | 2           | 0      | 0            |

## Tactique

### Stratégie offensive
| \| Landreau 1 Béria 18 Chedjou 22 Rami 23 Debuchy 2 Mavuba 24 Balmont 4 Cabaye 7 Gervinho 27 Hazard 26 Sow 8 \| L'équipe type de la saison en 4-3-3. |
| Landreau 1 Béria 18 Chedjou 22 Rami 23 Debuchy 2 Mavuba 24 Balmont 4 Cabaye 7 Gervinho 27 Hazard 26 Sow 8                                            |

La formation la plus utilisée par le LOSC cette saison est le 4-3-3, pour quatre défenseurs, trois milieux de terrain et trois attaquants, avec sa légère variante en 4-1-2-3. Le gardien titulaire est l'international français Mickaël Landreau. Landreau a été décisif à plusieurs reprises, notamment en coupe de France contre FC Nantes et Lorient et en championnat contre Lyon.
La charnière centrale est un duo axé sur le physique, constitué par Adil Rami et Aurélien Chedjou, qui s'impose dans la plupart des cas dans les duels avec les attaquants. Mathieu Debuchy, surnommé « La Bûche » pour sa combativité sur le terrain, et Franck Béria complètent la défense à 4 sur les côtés. Si le premier est titulaire indiscutable au poste d'arrière droit, Béria se fait remarquer par sa polyvalence en défense. Arrière droit de formation, Béria est titulaire en tant que latéral gauche, faute de joueur indiscutable à ce poste entre Emerson et Pape Souaré. Les deux défenseurs latéraux ont l'habitude de monter fréquemment afin de soutenir les phases offensives,.
Le milieu de terrain est composé du capitaine Rio Mavuba, de Florent Balmont et de Yohan Cabaye. Ce trio a un rôle crucial dans la philosophie offensive de Rudi Garcia en étant très actif à la récupération de balle et amenant le danger dans le camp adverse. Mavuba qui évolue légèrement derrière Cabaye et Balmont s'appuie sur ses qualités défensives pour occuper les espaces libres pour les adversaires au milieu de terrain et couvrir les montées de Béria et Debuchy. Capitaine, il donne aussi les consignes sur le travail défensif. Balmont qui possède une grande endurance, est un « accrocheur ». Il a pour but de bloquer les passes, de presser l'adversaire dans sa moitié du terrain et de récupérer la balle. Il participe généreusement à la construction et apporte le danger si possible, exposant une importante relation technique avec Debuchy. Cabaye apporte une touche technique au trio grâce à sa frappe de balle supérieure à celle de Balmont et Mavuba. En plus de presser, il est amené parfois à redescendre au niveau des défenseurs pour récupérer la balle. Ensuite il crée les décalages sur les phases offensives grâce sa qualité de passe.
L'attaque est composée des ailiers Gervinho et Eden Hazard et de l'attaquant de pointe Moussa Sow. Gervinho se sert de sa pointe de vitesse et ses dribbles pour éliminer les adversaires ou passer en un contre un sur son côté droit. Ainsi il a l'espace pour servir Sow ou inscrire lui-même un but. Sa vitesse permet aussi d'accélérer le jeu, notamment sur les contres. Hazard use aussi de ses dribbles mais a tendance à repiquer dans l'axe. Ainsi, il a un rôle de soutien des attaquants et retrouve plus facilement Sow dans l'axe qui est donc à la conclusion des attaques. Sow, qui contribue au pressing sur les défenseurs adverses, peut se muer en renard des surfaces grâce à son habilité devant le but,.
En plus des onze joueurs titulaires, Rudi Garcia a sa disposition des remplaçants qui ont souvent fait la différence dans les matchs verrouillés. Tous entrés en seconde période, Túlio de Melo qui possède un bon jeu de tête, Pierre-Alain Frau rapide et expérimenté puis Ludovic Obraniak qui possède une bonne qualité frappe du pied gauche ont donné la victoire au LOSC respectivement contre le RC Lens, l'Olympique de Marseille et le Paris SG en finale de coupe de France. Pour donner du temps au jeu aux remplaçants, Garcia a fait tourner l'effectif à plusieurs reprises et principalement en Ligue Europa. L'exemple le plus criant est celui du match retour contre le PSV Eindhoven. Seuls deux titulaires habituels, Rami et Mavuba, étaient sur le terrain au coup d'envoi tandis que Barel Mouko, doublure de Landreau, jouait son seul match de la saison.

### Critiques

#### Style de jeu
Le dispositif tactique et la philosophie offensive appliqués par l'entraîneur Rudi Garcia depuis son arrivée au club lui valent, de manière générale, une critique bienveillante de la presse. Plus que les autres saisons, la notion de « beau jeu lillois » revient de manière régulière quand la formation nordiste est évoquée.
Pour autant, le terme de « beau jeu » n'a pas été associé qu'à la tactique des Dogues. Les rencontres contre le Paris Saint-Germain et le FC Lorient sont présentées comme des duels ou des matchs du beau jeu. Le FC Sochaux reçoit également les mêmes éloges de la part de la presse sportive.
Le titre de champion acquis par le LOSC est « la récompense du beau jeu » pour Frédéric Thiriez, le président de la Ligue de football professionnel. Ce titre et son beau jeu sont mis en opposition aux deux précédents sacres des Girondins de Bordeaux en 2009 et de l'Olympique de Marseille en 2010 qui se sont basés sur une solidité défensive et un réalisme offensif. Durant la saison, la philosophie menée par Garcia est en concurrence avec le pragmatisme mis en place dans les deux Olympiques : Olympique lyonnais et Olympique de Marseille,.
La philosophie de jeu lilloise n'a pour autant pas fait l'unanimité. En effet, comme lors des années 1990 et l'apparition dans la presse sportive du terme « jeu à la nantaise », des voix ont dénoncé une forme d'opinion générale décidant que le jeu lillois est le meilleur jeu de France et que cette façon de jouer doit s'imposer pour les autres clubs.

#### Gestion de l'effectif
Si Rudi Garcia a généralement aligné sa meilleure équipe possible lors des rencontres continentales durant la saison 2009-2010, et ce malgré les blessures et les suspensions, le tacticien n'a pas fait d'un long parcours en Ligue Europa un objectif en soi et a privilégié cette saison le championnat et les coupes nationales en alignant de façon récurrente les joueurs habituellement remplaçants dès le début des rencontres. Lors de la double opposition contre le PSV Eindhoven en seizième de finale, seulement trois (au match aller) et deux (au retour) titulaires habituels sont alignés d'entrée de jeu. De là, deux opinions se dégagent sur le coaching de Garcia.
Le premier point de vue remet en cause l'intérêt de viser une place qualificative en championnat pour les compétitions européennes pour ensuite ne pas totalement s'y engager la saison suivante. Ces avis sont d'autant plus retentissants que le coefficient UEFA de la France est menacé par la Russie, l'Ukraine mais surtout par le Portugal, qui réalise une saison européenne exceptionnelle en envoyant trois de ses clubs dans le dernier carré de la Ligue Europa. En ayant des équipes rapidement éliminés des compétitions continentales, la France peut perdre une ou plusieurs places au classement UEFA et enverrait ainsi un plus petit contingent de clubs qui débuteraient les compétitions dès les tours préliminaires. Par exemple, un recul d'une place à ce classement aurait pour conséquence un tour supplémentaire en Ligue des Champions pour le troisième du championnat et un recul de deux places entraînerait la perte d'une place dans la prestigieuse compétition.
Au contraire, certains observateurs estiment que l'élimination rapide en coupe d'Europe contre le PSV a permis au LOSC de conserver de la fraîcheur physique et de se concentrer pleinement sur les compétitions domestiques. Ils considèrent ainsi ce coup d'arrêt européen comme un « mal pour un bien » ou de « poids en moins » pour les Dogues,.

## Aspects juridiques et économiques

### Structure juridique et organigramme
En 2010-2011, l'équipe professionnelle est gérée par la société anonyme sportive professionnelle (SASP) LOSC Lille Métropole. La SASP est liée par le biais d'une convention à l'association loi de 1901 LOSC Lille Métropole Association, structure qui regroupe le centre de formation et les équipes amateurs. Cette association a signé des conventions de partenariat avec une trentaine de clubs amateurs de la région.
La SASP est détenue à 96 % par la société anonyme holding SOCLE depuis la privatisation effectuée en 1999-2000. Le désengagement progressif de Francis Graille du LOSC amorcé en février 2002 permet à Michel Seydoux d'accéder à la présidence de la SASP en avril 2002 puis à la présidence et direction générale en juin 2009. En 2004, Luc Dayan, ancien président de la SASP mais toujours actionnaire de SOCLE, transmet ses parts sociales à Seydoux et Isidore Partouche. Ainsi, Dayan quitte le capital de la société et Seydoux devient actionnaire majoritaire avec 55 % des parts sociales de la SASP, devant le groupe Partouche détenant 40 % du capital social ainsi que les deux autres actionnaires Philippe Amzalak et Julien Seydoux. Directeur général adjoint de la SASP depuis 2009 et directeur général de l'association, Frédéric Paquet est le lien entre les deux entités.
L'organigramme du club reste quasiment identique par rapport à la saison précédente, à la différence du départ de Jérôme Lestir, un des trois directeurs généraux adjoints, présent au club depuis 2000. La raison de son départ n'est pas précisée mais la presse évoque un conflit interne au club.
|                                         |                                         |                                         |                                         |                                         |                                         |  |  |                                   |                                   |                                   |                                   |                                   |                                   |  |  |                               |                               |                               |                               | Président-Directeur Général Michel Seydoux | Président-Directeur Général Michel Seydoux | Président-Directeur Général Michel Seydoux | Président-Directeur Général Michel Seydoux | Président-Directeur Général Michel Seydoux | Président-Directeur Général Michel Seydoux |                                         |                                         |                                         |                                         | Conseiller sportif Jean-Michel Vandamme | Conseiller sportif Jean-Michel Vandamme | Conseiller sportif Jean-Michel Vandamme | Conseiller sportif Jean-Michel Vandamme | Conseiller sportif Jean-Michel Vandamme | Conseiller sportif Jean-Michel Vandamme |                                       |                                       |  |  |                                              |                                              |                                              |                                              |                                              |                                              |  |  |  |  |  |  |  |  |  |  |  |  |  |  |  |  |  |  |  |  |  |  |  |  |  |  |  |  |  |  |  |  |  |  |  |  |
|                                         |                                         |                                         |                                         |                                         |                                         |  |  |                                   |                                   |                                   |                                   |                                   |                                   |  |  |                               |                               |                               |                               | Président-Directeur Général Michel Seydoux | Président-Directeur Général Michel Seydoux | Président-Directeur Général Michel Seydoux | Président-Directeur Général Michel Seydoux | Président-Directeur Général Michel Seydoux | Président-Directeur Général Michel Seydoux |                                         |                                         |                                         |                                         | Conseiller sportif Jean-Michel Vandamme | Conseiller sportif Jean-Michel Vandamme | Conseiller sportif Jean-Michel Vandamme | Conseiller sportif Jean-Michel Vandamme | Conseiller sportif Jean-Michel Vandamme | Conseiller sportif Jean-Michel Vandamme |                                       |                                       |  |  |                                              |                                              |                                              |                                              |                                              |                                              |  |  |  |  |  |  |  |  |  |  |  |  |  |  |  |  |  |  |  |  |  |  |  |  |  |  |  |  |  |  |  |  |  |  |  |  |
|                                         |                                         |                                         |                                         |                                         |                                         |  |  |                                   |                                   |                                   |                                   |                                   |                                   |  |  |                               |                               |                               |                               |                                            |                                            |                                            |                                            |                                            |                                            |                                         |                                         |                                         |                                         |                                         |                                         |                                         |                                         |                                         |                                         |                                       |                                       |  |  |                                              |                                              |                                              |                                              |                                              |                                              |  |  |  |  |  |  |  |  |  |  |  |  |  |  |  |  |  |  |  |  |  |  |  |  |  |  |  |  |  |  |  |  |  |  |  |  |
|                                         |                                         |                                         |                                         |                                         |                                         |  |  |                                   |                                   |                                   |                                   |                                   |                                   |  |  |                               |                               |                               |                               |                                            |                                            |                                            |                                            |                                            |                                            |                                         |                                         |                                         |                                         |                                         |                                         |                                         |                                         |                                         |                                         |                                       |                                       |  |  |                                              |                                              |                                              |                                              |                                              |                                              |  |  |  |  |  |  |  |  |  |  |  |  |  |  |  |  |  |  |  |  |  |  |  |  |  |  |  |  |  |  |  |  |  |  |  |  |
|                                         |                                         |                                         |                                         |                                         |                                         |  |  | Dir. gén. adjoint Frédéric Paquet | Dir. gén. adjoint Frédéric Paquet | Dir. gén. adjoint Frédéric Paquet | Dir. gén. adjoint Frédéric Paquet | Dir. gén. adjoint Frédéric Paquet | Dir. gén. adjoint Frédéric Paquet |  |  |                               |                               |                               |                               |                                            |                                            |                                            |                                            |                                            |                                            |                                         |                                         |                                         |                                         | Dir. gén. adjoint Didier de Climmer     | Dir. gén. adjoint Didier de Climmer     | Dir. gén. adjoint Didier de Climmer     | Dir. gén. adjoint Didier de Climmer     | Dir. gén. adjoint Didier de Climmer     | Dir. gén. adjoint Didier de Climmer     |                                       |                                       |  |  |                                              |                                              |                                              |                                              |                                              |                                              |  |  |  |  |  |  |  |  |  |  |  |  |  |  |  |  |  |  |  |  |  |  |  |  |  |  |  |  |  |  |  |  |  |  |  |  |
|                                         |                                         |                                         |                                         |                                         |                                         |  |  | Dir. gén. adjoint Frédéric Paquet | Dir. gén. adjoint Frédéric Paquet | Dir. gén. adjoint Frédéric Paquet | Dir. gén. adjoint Frédéric Paquet | Dir. gén. adjoint Frédéric Paquet | Dir. gén. adjoint Frédéric Paquet |  |  |                               |                               |                               |                               |                                            |                                            |                                            |                                            |                                            |                                            |                                         |                                         |                                         |                                         | Dir. gén. adjoint Didier de Climmer     | Dir. gén. adjoint Didier de Climmer     | Dir. gén. adjoint Didier de Climmer     | Dir. gén. adjoint Didier de Climmer     | Dir. gén. adjoint Didier de Climmer     | Dir. gén. adjoint Didier de Climmer     |                                       |                                       |  |  |                                              |                                              |                                              |                                              |                                              |                                              |  |  |  |  |  |  |  |  |  |  |  |  |  |  |  |  |  |  |  |  |  |  |  |  |  |  |  |  |  |  |  |  |  |  |  |  |
|                                         |                                         |                                         |                                         |                                         |                                         |  |  |                                   |                                   |                                   |                                   |                                   |                                   |  |  |                               |                               |                               |                               |                                            |                                            |                                            |                                            |                                            |                                            |                                         |                                         |                                         |                                         |                                         |                                         |                                         |                                         |                                         |                                         |                                       |                                       |  |  |                                              |                                              |                                              |                                              |                                              |                                              |  |  |  |  |  |  |  |  |  |  |  |  |  |  |  |  |  |  |  |  |  |  |  |  |  |  |  |  |  |  |  |  |  |  |  |  |
| Dir. juridique et admin. Julien Mordacg | Dir. juridique et admin. Julien Mordacg | Dir. juridique et admin. Julien Mordacg | Dir. juridique et admin. Julien Mordacg | Dir. juridique et admin. Julien Mordacg | Dir. juridique et admin. Julien Mordacg |  |  | Dir. sportif Frédéric Paquet      | Dir. sportif Frédéric Paquet      | Dir. sportif Frédéric Paquet      | Dir. sportif Frédéric Paquet      | Dir. sportif Frédéric Paquet      | Dir. sportif Frédéric Paquet      |  |  | Dir. financier Reynald Berghe | Dir. financier Reynald Berghe | Dir. financier Reynald Berghe | Dir. financier Reynald Berghe | Dir. financier Reynald Berghe              | Dir. financier Reynald Berghe              |                                            |                                            | Dir. communication Aurélien Delespierre    | Dir. communication Aurélien Delespierre    | Dir. communication Aurélien Delespierre | Dir. communication Aurélien Delespierre | Dir. communication Aurélien Delespierre | Dir. communication Aurélien Delespierre |                                         |                                         | Dir. des opérations Didier de Climmer   | Dir. des opérations Didier de Climmer   | Dir. des opérations Didier de Climmer   | Dir. des opérations Didier de Climmer   | Dir. des opérations Didier de Climmer | Dir. des opérations Didier de Climmer |  |  | Dir. commercial et marketing Guillaume Gallo | Dir. commercial et marketing Guillaume Gallo | Dir. commercial et marketing Guillaume Gallo | Dir. commercial et marketing Guillaume Gallo | Dir. commercial et marketing Guillaume Gallo | Dir. commercial et marketing Guillaume Gallo |  |  |  |  |  |  |  |  |  |  |  |  |  |  |  |  |  |  |  |  |  |  |  |  |  |  |  |  |  |  |  |  |  |  |  |  |
| Dir. juridique et admin. Julien Mordacg | Dir. juridique et admin. Julien Mordacg | Dir. juridique et admin. Julien Mordacg | Dir. juridique et admin. Julien Mordacg | Dir. juridique et admin. Julien Mordacg | Dir. juridique et admin. Julien Mordacg |  |  | Dir. sportif Frédéric Paquet      | Dir. sportif Frédéric Paquet      | Dir. sportif Frédéric Paquet      | Dir. sportif Frédéric Paquet      | Dir. sportif Frédéric Paquet      | Dir. sportif Frédéric Paquet      |  |  | Dir. financier Reynald Berghe | Dir. financier Reynald Berghe | Dir. financier Reynald Berghe | Dir. financier Reynald Berghe | Dir. financier Reynald Berghe              | Dir. financier Reynald Berghe              |                                            |                                            | Dir. communication Aurélien Delespierre    | Dir. communication Aurélien Delespierre    | Dir. communication Aurélien Delespierre | Dir. communication Aurélien Delespierre | Dir. communication Aurélien Delespierre | Dir. communication Aurélien Delespierre |                                         |                                         | Dir. des opérations Didier de Climmer   | Dir. des opérations Didier de Climmer   | Dir. des opérations Didier de Climmer   | Dir. des opérations Didier de Climmer   | Dir. des opérations Didier de Climmer | Dir. des opérations Didier de Climmer |  |  | Dir. commercial et marketing Guillaume Gallo | Dir. commercial et marketing Guillaume Gallo | Dir. commercial et marketing Guillaume Gallo | Dir. commercial et marketing Guillaume Gallo | Dir. commercial et marketing Guillaume Gallo | Dir. commercial et marketing Guillaume Gallo |  |  |  |  |  |  |  |  |  |  |  |  |  |  |  |  |  |  |  |  |  |  |  |  |  |  |  |  |  |  |  |  |  |  |  |  |
|                                         |                                         |                                         |                                         | Entraîneur de l'équipe pro. Rudi Garcia |                                         |  |  |                                   |                                   |                                   |                                   |                                   |                                   |  |  |                               |                               |                               |                               |                                            |                                            |                                            |                                            |                                            |                                            |                                         |                                         |                                         |                                         |                                         |                                         |                                         |                                         |                                         |                                         |                                       |                                       |  |  |                                              |                                              |                                              |                                              |                                              |                                              |  |  |  |  |  |  |  |  |  |  |  |  |  |  |  |  |  |  |  |  |  |  |  |  |  |  |  |  |  |  |  |  |  |  |  |  |
|                                         |                                         |                                         |                                         |                                         |                                         |  |  |                                   |                                   |                                   |                                   |                                   |                                   |  |  |                               |                               |                               |                               |                                            |                                            |                                            |                                            |                                            |                                            |                                         |                                         |                                         |                                         |                                         |                                         |                                         |                                         |                                         |                                         |                                       |                                       |  |  |                                              |                                              |                                              |                                              |                                              |                                              |  |  |  |  |  |  |  |  |  |  |  |  |  |  |  |  |  |  |  |  |  |  |  |  |  |  |  |  |  |  |  |  |  |  |  |  |

### Éléments comptables
Le budget prévisionnel du Lille OSC pour la saison est de 55 millions d'euros, ce qui correspond au cinquième plus gros budget des clubs de Ligue 1 ex-æquo avec l'AS Saint-Étienne et loin derrière ceux de l'Olympique lyonnais ou l'Olympique de Marseille.

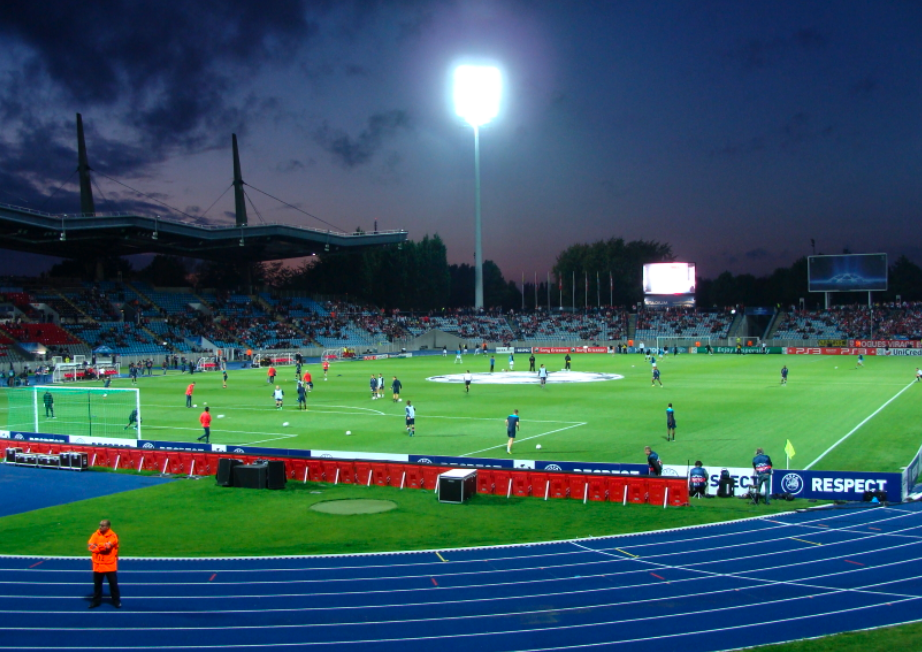
À cause de sa billetterie, le Stadium Lille Métropole engendre un manque à gagner de 20 millions d'euros par an pour le LOSC.

Grâce à la régularité sportive au haut niveau lors des cinq dernières saisons et au titre de champion de France, les droits télévisuels versés au LOSC ont atteint 42 millions d'euros lors de la saison 2010-2011. Pour son parcours en Ligue Europa, le club lillois touche 2,55 millions d'euros de la part de l'UEFA. Les bénéfices réalisés grâce aux participations récentes à la Ligue des Champions, ont permis d'investir dans le domaine de Luchin. Ce dernier a des coûts de fonctionnement importants, le LOSC débourse 6 millions d'euros annuellement pour le seul fonctionnement du centre.
Pour assurer la pérennité sportive du projet initié par Michel Seydoux, le LOSC a procédé à la prolongation de certains de ses cadres avec pour conséquence l'augmentation des salaires. Par exemple, le portier Mickaël Landreau voit sa rémunération doubler après la prolongation de son contrat jusqu'en 2014, passant de 70 k€ (70 000 euros) à 140 k€. Quant au technicien Rudi Garcia prolongé lui aussi jusqu'en 2014, ses émoluments sont augmentés de 50 k€ pour atteindre un salaire mensuel brut de 140 k€.
Ces coûts supplémentaires entraînent une hausse importante des charges qui ne peut être compensée que par une participation à la Ligue des Champions, car les primes versées par l'UEFA lors d'une participation en Ligue Europa ne permettent pas de générer un tel bénéfice et les infrastructures du club ne permettent pas non plus d'obtenir un tel gain. Le manque à gagner au niveau de la billetterie entre le Stadium Lille Métropole de 18 000 places et le stade Grimonprez-Jooris II qui devait en contenir 35 000 est estimé à 20 millions d'euros par saison.
Extrait du compte de résultat du LOSC Lille Métropole en millions d'euros
| Produits | Produits | Produits | Produits | Produits | Produits | Charges | Charges | Rés. expl. | Mutation | Rés. net |
| Matchs   | Spons.   | Subv.    | TV       | Merch.   | Total    | Rémun.  | Total   | Rés. expl. | Mutation | Rés. net |
| -------- | -------- | -------- | -------- | -------- | -------- | ------- | ------- | ---------- | -------- | -------- |
| 5,5      | 6,6      | nc       | 45,5     | nc       | 67,4     | 56,2    | 88,9    | -21,5      | 12,5     | -5,9     |

Légende : Matchs = recettes matchs avec billetterie, Spons. = sponsors et publicités, Subv. = subventions des collectivités, TV = droits audiovisuels, Merch. = merchandising, Rémun. = rémunérations du personnel, Rés. expl. = résultat d'exploitation, Mutation = résultat exceptionnel (indemnités de mutation), Rés. net = résultat net.

### Équipementiers et sponsors
Après la rupture du contrat par la marque néo-zélandaise Canterbury, le LOSC cherche un nouvel équipementier pour la saison 2010-2011. C'est sur Umbro que va se porter le choix du club nordiste qui se fera fournir les maillots jusqu'en 2016. Umbro est le quatorzième équipementier qu'a connu le LOSC, après notamment Le coq sportif, le premier équipementier du LOSC entre 1968 et 1975, l'Allemand Puma ou l'Américain Nike.
Les premiers sponsors apparaissent sur les maillots lillois dans les années 1970, après la remontée du club en deuxième division. La limonade Pel d'Or de la marque Pelforth, le constructeur automobile Simca et le charcutier Jean Caby deviennent les pionniers. En 1974, Peaudouce s'installe sur les maillots et ce jusqu'à la fin de la saison 1987-1988, au moment de son rachat par Svenska Cellulosa. Ainsi Peaudouce est le sponsor le plus fidèle qu'a connu le LOSC depuis sa création avec 14 ans d'apparition sur le maillot des Dogues.
Pour la saison 2010-2011, le seul sponsor présent sur les maillots du club est le groupe Partouche, actionnaire minoritaire de la SASP depuis 2004. Le logo du groupe spécialisé dans les casinos et les hôtels fait une apparition sur les maillots dès la saison 1998-1999 avant de se retirer pour trois saisons laissant la place à la banque néerlandaise ING Direct fraîchement implantée en France. Ainsi depuis 2003, Partouche est présent sur les maillots sans interruption.

## Affluence et télévision

### Affluence
312 095 personnes ayant assisté aux 19 rencontres de championnat du LOSC au Stadium Lille Métropole, l'affluence moyenne du club à domicile est de 16 426 spectateurs. Il s'agit de la dixième affluence du championnat, bien loin de celles de l'Olympique de Marseille (51 081 spectateurs de moyenne), de l'Olympique lyonnais (35 266) ou du Racing Club de Lens (31 452). Le LOSC détient par ailleurs le meilleur taux de remplissage à domicile avec 91,44 % et le neuvième à l'extérieur avec 70,55 %. Le record en championnat d'affluence de la saison à domicile est réalisé lors du derby du Nord contre le RC Lens. 17 451 spectateurs assistent à la victoire lilloise contre le voisin artésien.
En coupe de France, le LOSC reçoit l'ES Wasquehal, le FC Nantes puis le FC Lorient respectivement devant 15 778, 6 000 et 13 160 spectateurs. En coupe de la Ligue, 9 685 personnes ont assisté au déplacement du SM Caen au Stadium Nord. Enfin en Ligue Europa, les affluences pour cette compétition oscillent entre 14 457 pour la venue du Sporting Portugal et 16 951 spectateurs pour la réception du PSV Eindhoven.
Affluence du LOSC à domicile,

### Retransmission télévisée
Le groupe Canal+ est le diffuseur majoritaire de la Ligue 1 2010-2011 et verse 460 millions d'euros de droits télévisuels à la Ligue de football professionnel (LFP). En plus de la retransmission des rencontres du championnat par son service Foot+, Canal+ dispose de tous les matchs du dimanche soir dont les dix plus belles affiches de la saison, du multiplex pour les 1re, 20e, 37e et 38e journées et des magazines footballistiques (Jour de foot, Les Spécialistes, Canal Football Club). Orange obtient les droits pour l'affiche du samedi soir, les matchs de l'après-midi en direct sur mobile et un magazine en vidéo à la demande sur internet, le tout pour un montant de 208 millions d'euros.
Le LOSC est le 4e club le plus diffusé avec 15 rencontres de championnat retransmises en tant qu'affiche du samedi (7 matchs dont les deux derbies du Nord) ou dimanche soir (8), derrière l'Olympique de Marseille (19), l'Olympique lyonnais (18) et le Paris Saint-Germain (16). La rencontre de Ligue 1 du LOSC la plus suivie a été la confrontation contre Marseille au stade Vélodrome. 1,9 million de téléspectateurs ont assisté à cette affiche du dimanche soir sur Canal+. Ce match a réalisé l'une des dix meilleures audiences des rencontres de Ligue 1 sur la chaîne cryptée, derrière les oppositions OL-OM et OM-PSG.
En coupe de France, les matchs contre le FC Nantes et le FC Lorient retransmis sur France 3 attirent seulement un peu plus d'un téléspectateur sur dix. Respectivement 2 414 000 (11 % de part d'audience) et 2 543 000 téléspectateurs (11,3 %) assistent aux qualifications des Dogues. La finale contre le Paris SG a été diffusée par France 2, autre chaîne du groupe public France Télévisions. La finale a réuni 4 865 000 téléspectateurs et 21,4 % de parts de marché, soit plus que TF1 mais moins que France 3 qui diffusait la finale de l'Eurovision 2011.
En Ligue Europa, les rencontres du LOSC sont aussi diffusées par le groupe Canal+, via la chaîne Canal+ Sport, mais aussi par W9, chaîne gratuite de la TNT appartenant au groupe M6. W9 réalise ainsi des audiences satisfaisantes et parvient même à dépasser certaines dites « historiques ». Par exemple, le match aller contre le PSV Eindhoven a rassemblé 1,6 million de téléspectateurs soit 7,4 % de part de marché, ce qui place W9 devant France 3.
Les droits télévisés versés par la LFP au LOSC sont de 42,5 millions d'euros pour cette saison. À une part fixe qui revient de droit à chaque club de l'élite, est ajoutée une partie variable qui est calculée à partir des résultats sportifs et de la notoriété de l'équipe.

## Équipe réserve

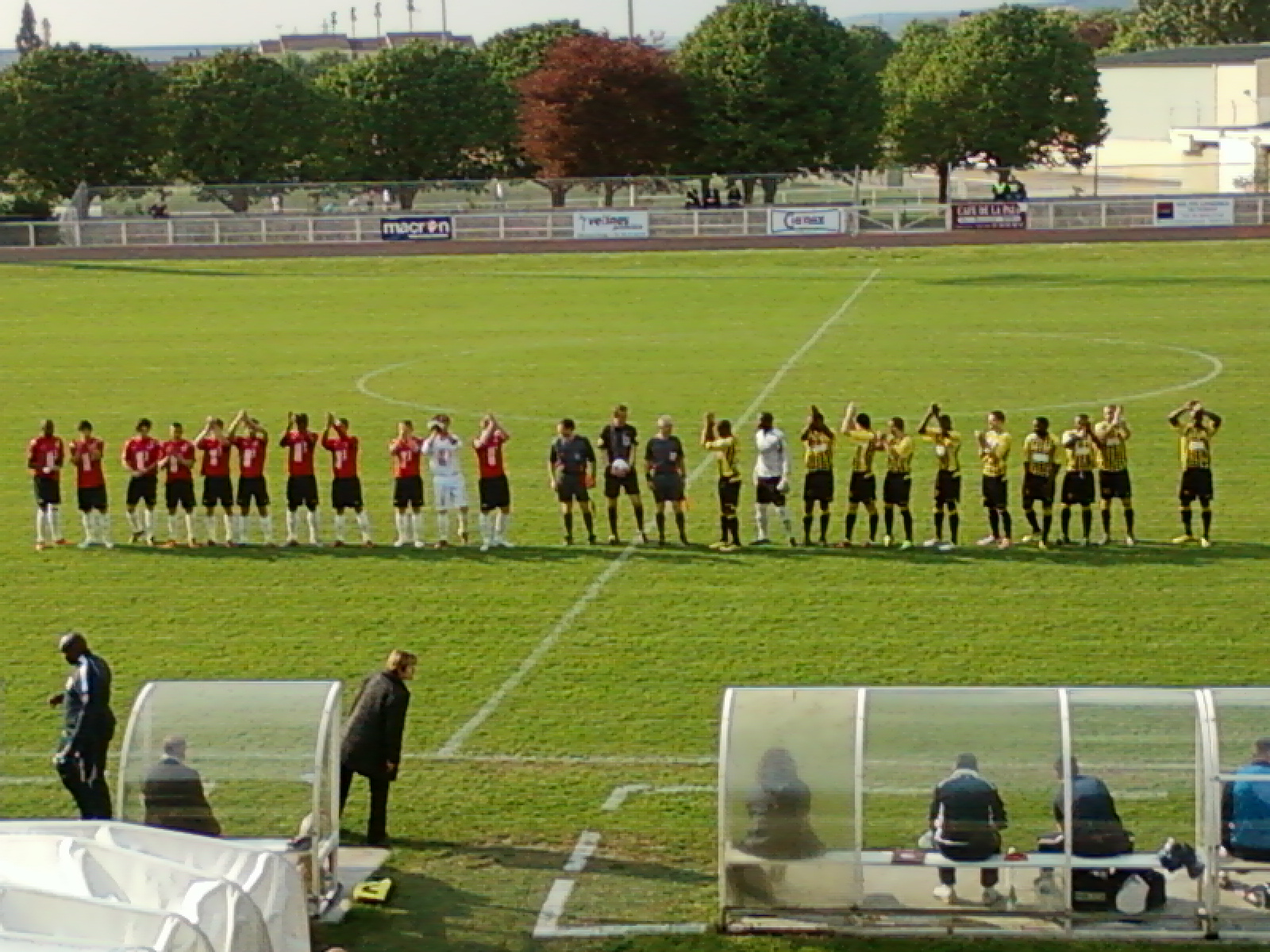
AS Poissy 2-3 LOSC, le 16 avril 2011.

L’équipe réserve du LOSC sert de tremplin vers le groupe professionnel pour les jeunes du centre de formation du domaine de Luchin. Depuis le départ de Pascal Plancque durant l'été 2009, elle est entraînée par Rachid Chibab, anciennement entraîneur des équipes de jeunes du LOSC.
Pour la saison 2010-2011, elle évolue dans le groupe A du championnat de France amateur, soit le quatrième niveau de la hiérarchie du football en France. Après une dixième place obtenue l'année précédente, l'équipe réserve du LOSC traverse deux séries de neuf matchs sans victoire et connaît la relégation à la fin de la saison, malgré la participation de neuf joueurs professionnels à certaines rencontres du championnat. La réserve de Lille est accompagnée en CFA 2 de Noisy-le-Sec et de Mantes, en tant que moins bon quinzième des quatre groupes de CFA. En haut de tableau, l'US Quevilly a été plus fort que le Red Star et le CA Bastia pour s'offrir le titre de champion et ainsi être promu en National.
Mais à la suite de plusieurs décisions prises par la DNCG et les rétrogradations qui en découlent, la réserve lilloise est finalement maintenue dans le groupe A de CFA pour la saison 2011-2012 tandis que le FC Mantois est déplacé dans le groupe D. De plus, le Red Star accompagne Quevilly en National.
La réserve du Football Club de Metz, réserve d'une équipe professionnelle la mieux classée du groupe, se qualifie pour les demi-finales du championnat de France des réserves. Metz est éliminé par la réserve du Mans FC, qui s'incline en finale contre l'Olympique lyonnais.
Le Belge Gianni Bruno, issu de la formation du club, et Steevy Negouai sont co-meilleurs buteurs de la réserve lilloise avec 7 réalisations tandis que le meilleur passeur est Pierre-Baptiste Baherlé, joueur passé par l'US Boulogne CO, avec 3 passes décisives.